# Proteste gegen die Rentenreform in Frankreich 2023
Bei den Protesten gegen die Rentenreform in Frankreich handelte es sich um seit Ende Januar 2023 laufende, landesweite, von einigen französischen Gewerkschaften organisierte Proteste, Streiks und Unruhen gegen die Reform des französischen Rentensystems sowie ihre als undemokratisch empfundene Umsetzung.
Nachdem die Regierung Borne ihren Gesetzesentwurf für die geplante Rentenreform vorgebracht hatte, wurden ab dem 19. Januar 2023 von den Gegnern dieser Reform landesweite Proteste organisiert. Die Gegner, hauptsächlich Mitglieder der Gewerkschaften und Privatpersonen, kritisieren die geplante Erhöhung des Renteneintrittsalters von 62 auf 64 Jahre. Die Streiks führten zu weit verbreitetem Widerstand, zivilem Ungehorsam und Arbeitsverweigerung, so dass sich beispielsweise in Paris in einigen Straßen Müll anhäufte und der öffentliche Personennahverkehr ausfiel. Im März erzwang die französische Regierung trotz des öffentlichen Widerstands mit Hilfe des Artikels 49.3 der französischen Verfassung die Umsetzung des Gesetzesentwurfs, ohne dass eine Abstimmung über diesen in der französischen Nationalversammlung stattfand. In der Folge kam es zu einer Eskalation der Unruhen bis hin zu gewaltsamen Auseinandersetzungen mit der Polizei und Besetzungen von Gebäuden sowie zwei erfolglose Misstrauensvoten gegen die Regierung von Premierministerin Élisabeth Borne.
Mehrere Organisationen, wie zum Beispiel Reporter ohne Grenzen und der Französische Liga für Menschenrechte, verurteilten das Vorgehen der Regierung gegen protestierende Menschen und Journalisten. Der Europarat kritisierte die Polizeibehörden für Gewaltanwendung.
In der Folge lag die Beliebtheit des Staatspräsidenten Emmanuel Macron beim Volk bei nur 22 %.

## Hintergrund
Das Thema der Rentenreformen wurde in den letzten Jahrzehnten von verschiedenen französischen Regierungen angegangen, insbesondere um Budgetlücken zu bekämpfen. Stand 2023 hatte Frankreich eines der niedrigsten Renteneintrittsalter der Industriestaaten und wendete fast 14 % der Wirtschaftsleistung für Renten auf, mithin mehr Mittel als die meisten anderen Staaten. Frankreichs Rentensystem basiert größtenteils auf einer „Pay-as-you-go-Struktur“; sowohl Arbeitnehmer als auch Arbeitgeber „werden mit obligatorischen Lohnsteuern belastet, die zur Finanzierung von Renten für Rentner verwendet werden“. Dieses System, „das es Generationen ermöglicht hat, mit einer garantierten, staatlich unterstützten Rente in den Ruhestand zu treten, wird sich nicht ändern“. Im Vergleich zu anderen europäischen Ländern hat Frankreich „eine der niedrigsten Quoten von Rentnern, die von Armut bedroht sind“, mit einer Netto-Rentenersatzrate („eine Maßnahme dafür, wie effektiv das Einkommen im Ruhestand das vorherige Einkommen ersetzt“) von 74 %, höher als der OECD- und EU-Durchschnitt.
Nach Berichten der New York Times argumentiere die französische Regierung, dass die steigende Lebenserwartung „das System in einen immer prekäreren Zustand versetzt“ habe; „im Jahr 2000 gab es 2,1 Arbeiter, die in das System einzahlen, für jeden Rentner; im Jahr 2020 war dieses Verhältnis auf 1,7 gesunken und bis 2070 wird erwartet, dass es auf 1,2 sinken wird, so offizielle Prognosen“. Zusätzlich hat die Kosten der Renten dazu beigetragen, dass die Staatsverschuldung Frankreichs auf 112 % des BIP gestiegen ist, im Vergleich zu 98 % vor der COVID-19-Pandemie; dies ist einer der höchsten Werte in der EU, höher als in Großbritannien und Deutschland. In einem Interview im März 2023 sagte Macron, dass „als er anfing zu arbeiten, es 10 Millionen französische Rentner gab und jetzt gibt es 17 Millionen“. Die New York Times fügt hinzu, dass Macron „versucht hat, das System finanziell nachhaltig zu halten, ohne mehr Steuergelder hineinzuleiten - etwas, das die Regierung bereits tut - indem er das gesetzliche Alter, ab dem Arbeitnehmer eine Rente beziehen können, schrittweise um drei Monate pro Jahr anhebt, bis es im Jahr 2030 auf 64 Jahre erreicht“. Darüber hinaus hat Macron „eine frühere Änderung beschleunigt, die die Anzahl der Jahre erhöhte, die Arbeiter in das System einzahlen müssen, um eine volle Rente zu erhalten, und Sonderrentenregeln für Arbeitnehmer in Branchen wie Energie und Transport abschaffte“.
Die Rentenreformen waren ein wichtiger Bestandteil von Macrons Wahlprogramm im Jahr 2017 und wurden seitdem von seiner Regierung diskutiert. Proteste und Transportstreiks im Spätherbst 2019 verzögerten die Reformen weiter, bevor die COVID-19-Pandemie ausbrach. Das Anheben des Rentenalters war jedoch nicht Teil dieser ersten Reformen. Eine weitere Maßnahme zur Vereinheitlichung des komplexen französischen Rentensystems durch die Abschaffung der 42 Sonderregelungen für Branchen von Eisenbahn- und Energiearbeitern bis hin zu Anwälten war jedoch entscheidend, um das System finanziell nachhaltig zu halten. Im Jahr 2030 sollen die Rentenreformen das Defizit ausgleichen und einen Überschuss in Milliardenhöhe bringen, der es denen in körperlich anstrengenden Berufen ermöglichen soll, früher in Rente zu gehen. Im Jahr 2022 würde das Pay-as-you-go-System mit der Erhöhung des Rentenalters auf 64 oder 65 Jahre einen Überschuss von 3,2 Milliarden Euro haben, aber der Pensionsbeirat der Regierung (COR) prognostizierte, dass es in den kommenden Jahrzehnten strukturelle Defizite geben würde, sofern keine neuen Finanzierungsquellen gefunden würden. Der Arbeitsminister Olivier Dussopt sagte im März 2023, dass das Rentendefizit ohne sofortiges Handeln bis 2027 jährlich 13 Milliarden US-Dollar überschreiten würde.
Am 26. Oktober 2022 kündigte Macron an, dass die für 2023 geplante Rentenreform darauf abzielt, das Rentenalter auf 65 Jahre anzuheben, schrittweise von 62 auf 65 Jahre bis 2031, wobei die Erhöhung jedes Jahr um drei Monate von September 2023 bis September 2030 erfolgen soll. Darüber hinaus würde die Anzahl der Beitragsjahre, die benötigt werden, um Anspruch auf die volle staatliche Rente zu haben, von 42 auf 43 Jahre im Jahr 2027 erhöht werden, was bedeutet, dass einige bis zum 67. Lebensjahr arbeiten müssen - dem Jahr, in dem eine Person automatisch eine staatliche Rente erhalten kann.
In seiner Neujahrsansprache am 31. Dezember 2022 erklärte er, dass die Reformen bis Herbst 2023 umgesetzt würden. Anfang Januar 2023 sprach Premierministerin Élisabeth Borne im Vorfeld von Gesprächen mit den Gewerkschaften bei FranceInfo und erklärte, dass die Regierung „Flexibilität“ in Bezug auf die Absicht, das Rentenalter auf 65 Jahre anzuheben, zeigen könne, und bereit sei, „andere Lösungen“ zu prüfen, die es der Regierung ermöglichen würden, ihr Ziel der Ausbalancierung des Rentensystems bis 2030 zu erreichen. Sie kündigte an, dass die Politik am 23. Januar dem Kabinett vorgelegt und Anfang Februar im Parlament debattiert werden würde, wobei die vollständigen Details am 10. Januar veröffentlicht werden sollen.

### Verwendung von Artikel 49.3
Artikel 49.3 der französischen Verfassung erlaubt Regierungen, Gesetzesvorlagen ohne Abstimmung in der Nationalversammlung durchzusetzen. Dieser Artikel löst jedoch eine Klausel aus, die es ermöglicht, Misstrauensanträge gegen die Regierung zu stellen. Nur einmal, im Jahr 1962, hat die Regierung nach der Anwendung des Artikels einen anschließenden Misstrauensantrag verloren.
Am 14. März erklärte The Guardian, dass Macron zwei Optionen habe - entweder Verhandlungen mit Les Républicains führen oder das Gesetz mithilfe von Artikel 49.3 durchsetzen, „eine Maßnahme, die eine Abstimmung in der Nationalversammlung vermeidet, bei der die Regierung riskiert, zu verlieren“. Sie sagten, dass „Minister erklärt haben, die Regierung werde den Artikel 49.3 nicht verwenden, der weithin als undemokratisch verurteilt wird und das Risiko birgt, die volatile Stimmung der Öffentlichkeit anzuheizen“, und dass „stattdessen gab es eine Flut von Verhandlungen durch Minister, um eine Mehrheit im Unterhaus zu gewährleisten“; „Gewerkschaftsführer haben erklärt, dass die Anwendung des Artikels 49.3 zu einer Verhärtung der Opposition und zu Eskalation von Streiks führen würde“. Am 16. März hieß es, „Minuten bevor die Abgeordneten des Unterhauses abstimmen sollten, führte Macron immer noch eine Reihe hektischer Treffen mit hochrangigen politischen Persönlichkeiten durch und entschied sich plötzlich, statt eine Abstimmung zu riskieren, auf Sonderbefugnisse zurückzugreifen, von denen er scheinbar bereit war, sie anzuwenden“. Die Entscheidung, den Artikel 49.3 anzuwenden, war eine „Überraschungsentscheidung in letzter Minute“ von Macron, da „er sich nicht sicher war, genügend Unterstützung von Abgeordneten zu haben, um das Gesetz zur Abstimmung in die Nationalversammlung zu bringen“.
The Guardian erklärte, dass die Anwendung des Artikels 49.3 „Macrons schwierige Position im Parlament illustriert“, da seine Parlamentspartei/Fraktion nach den Parlamentswahlen 2022 ihre Mehrheit in der Nationalversammlung verloren hat.

## Motivationen der Protestierenden

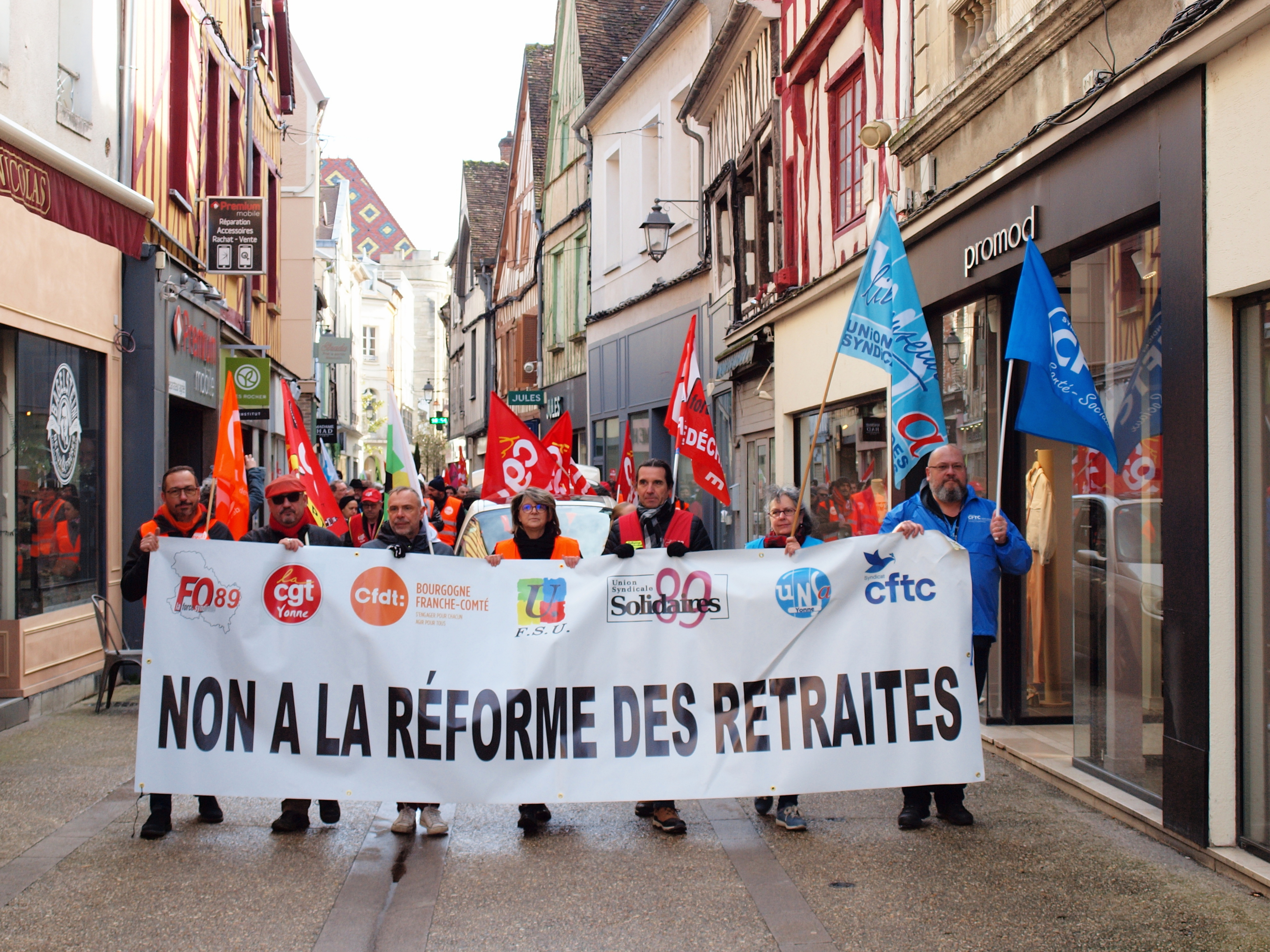
Mitglieder von sieben verschiedenen Gewerkschaften, Seite an Seite in einer Demonstration, die am 11. März durch einen Einkaufsbereich in Sens lief.

Die Koordination der Streiks aller französischen Gewerkschaften wurde als „demonstrativ geschlossen“ bezeichnet, mit Arbeitsniederlegungen von Transport- und Energiearbeitern, Lehrern, Hafenarbeitern und öffentlichen Bediensteten (wie Museumspersonal). Die Gewerkschaften „sagen, die Reform werde Menschen mit niedrigem Einkommen in manuellen Berufen benachteiligen, die tendenziell früh in ihrer Karriere beginnen und länger arbeiten müssen als Hochschulabsolventen, die weniger von den Änderungen betroffen sind“.
Umfragen haben konsequent gezeigt, dass die Maßnahmen erheblich unbeliebt sind, ebenso wie die Verwendung von Artikel 49.3 zur Verabschiedung ohne parlamentarische Abstimmung in der Nationalversammlung. France 24 berichtete, dass eine Umfrage einige Tage vor der Entscheidung zeigte, dass rund „acht von zehn Menschen gegen eine Gesetzgebung auf diese Weise waren, einschließlich einer Mehrheit der Wähler, die Macron in der ersten Runde der letzten Präsidentschaftswahl unterstützt hatten“. The American Prospect äußerte die Meinung, dass frühere Unterstützung für die Reformen von konservativen Mitgliedern der Nationalversammlung aufgrund von Umfragen, die zeigten, dass die Reformen unbeliebt waren, verschwunden war. Die Entscheidung, Artikel 49.3 anzuwenden, wurde von der Linken als „eine bedeutende Niederlage und ein Zeichen der Schwäche“ für die Regierung angesehen, die nun als „brutal und undemokratisch“ wahrgenommen würde. Antoine Bristielle, ein Vertreter des Think Tanks Fondation Jean-Jaurès, kommentierte, dass die Verwendung von Artikel 49.3 als „Symbol der Brutalität“ wahrgenommen werde, das „Unterstützung sowohl für die Regierung als auch für demokratische Institutionen untergraben könnte“. Le Journal du Dimanche berichtete, dass die Zustimmungswerte von Macron ein Tief erreichten, das mit den Werten während der Gelbwestenbewegung vergleichbar ist. In einer Umfrage vom 9. bis 16. März waren 70 % der Befragten unzufrieden mit ihm und nur 28 % zufrieden.
Es wurde angemerkt, dass die Reformen die Benachteiligung von Frauen am Arbeitsplatz nicht angemessen angehen, die normalerweise später als Männer in den Ruhestand gehen und um 40 % niedrigere Renten haben, was auf mehr Teilzeitarbeit und Mutterschaftsurlaub zurückzuführen ist. Frauen müssen bereits aufgrund von Abwesenheiten vom Arbeitsplatz, um Kinder zu erziehen, später in Rente gehen. Euronews stellte fest, dass die Reformen dazu führen würden, dass Frauen im Durchschnitt sieben Monate länger arbeiten und später in den Ruhestand gehen würden, während Männer etwa fünf Monate länger arbeiten würden. Franck Riester, der Minister für parlamentarische Beziehungen, gab im Januar zu, dass Frauen durch die Reformen „etwas benachteiligt“ würden.

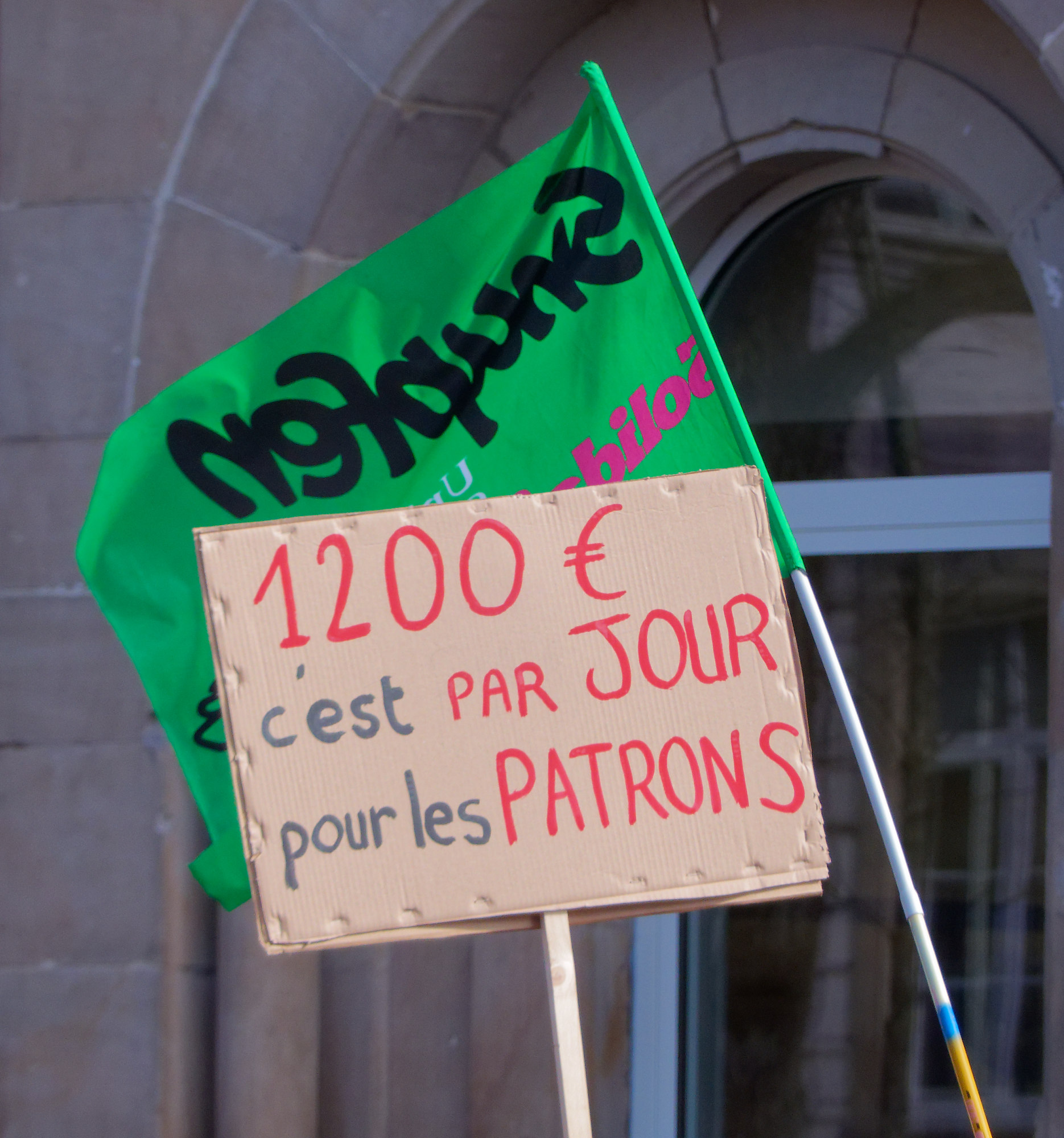
Protestplakat in Belfort am 15. März mit der Aufschrift „€1200 pro Tag für die Bosse“.

Außerdem wurde argumentiert, dass die Reformen die Arbeiterklasse und diejenigen, die körperliche Arbeit verrichten, unverhältnismäßig treffen werden. CNN wies darauf hin, dass Arbeiter wahrscheinlich früher als Angestellte in Bürojobs anfangen zu arbeiten. Die Washington Post wies darauf hin, dass diejenigen, die in „körperlich oder geistig anspruchsvollen“ Jobs arbeiten, immer noch berechtigt sind, früher mit einer vollen Rente in den Ruhestand zu gehen. Die New York Times betonte jedoch auch, dass dies ein Zugeständnis der Regierung war, um „Opposition zu besänftigen“, die insgesamt gescheitert ist, da die Gewerkschaften die Erhöhung des Rentenalters als „inakzeptabel“ ansehen. Andererseits gibt es Berichte, dass einige besorgt sind, „gezwungen zu sein, später in den Ruhestand zu gehen, weil ältere Erwachsene, die arbeiten möchten, aber ihre Arbeit verlieren, oft Altersdiskriminierung auf dem Arbeitsmarkt ausgesetzt sind“.
Die Gegner der Reformen argumentieren, dass „die Regierung Unternehmen und Menschen, die hoch bezahlt werden, gegenüber Durchschnittsarbeitern priorisiert“ und die „Dringlichkeit der Notwendigkeit“ bestreiten. Laut der New York Times bestreiten sie, dass „Macron ein geschätztes Recht auf Rente angreift und blaue Arbeiter unfair belastet, weil er sich weigert, die Steuern für Reiche zu erhöhen“. Darüber hinaus sind die Gegner der Meinung, dass Macron „die Bedrohung durch projizierte Defizite übertrieben hat und andere Möglichkeiten zur Ausgleichung des Systems, wie die Erhöhung der Arbeitnehmerbeiträge, die Abkopplung der Renten von der Inflation oder die Erhöhung der Steuern für wohlhabende Haushalte oder Unternehmen, nicht in Betracht gezogen hat“. Sie behaupten auch, dass „das offizielle Organ, das Frankreichs Rentensystem überwacht, anerkannt hat, dass es keine unmittelbare Bedrohung für den Bankrott gibt und dass langfristige Defizite“, von denen Macron und die Regierung argumentieren, dass sie auftreten würden, wenn diese Reformen nicht umgesetzt würden, „schwer genau vorherzusagen sind“.
Jean Garrigues, ein Historiker für Frankreichs politische Kultur, hat die Unbeliebtheit der Reformen teilweise auf Macron persönlich zurückgeführt. Aufgrund seines Kampfes, das Image eines unzugänglichen „Präsidenten der Reichen“ abzulegen, habe er bereits eine Vorbelastung, so Garrigues. Deshalb habe er nicht nur alle Gewerkschaften, sondern auch einen großen Teil der öffentlichen Meinung gegen sich. „Durch die Bindung an das Projekt wird der Widerstand in gewisser Weise erhöht, dramatisiert“, sagt er.
Es wurde kritisiert, dass die Reformen während einer Kostenkrise stattfinden, die einige auf die Verschlechterung des Ärgers und der Proteste über die Politik zurückführen. Die Times sagte, dass einige die politische Weisheit hinterfragen, die Reformen zu diesem Zeitpunkt durchzuführen, da die öffentliche Stimmung durch hohe Inflation getrübt wurde. 7,1 Milliarden Euro der 17,7 Milliarden Euro, die "die Reform einsparen sollte", seien durch Änderungen ihrer Bestimmungen zunichtegemacht worden".

## Verlauf vor der Verwendung von Artikel 49:3

### 19. Januar

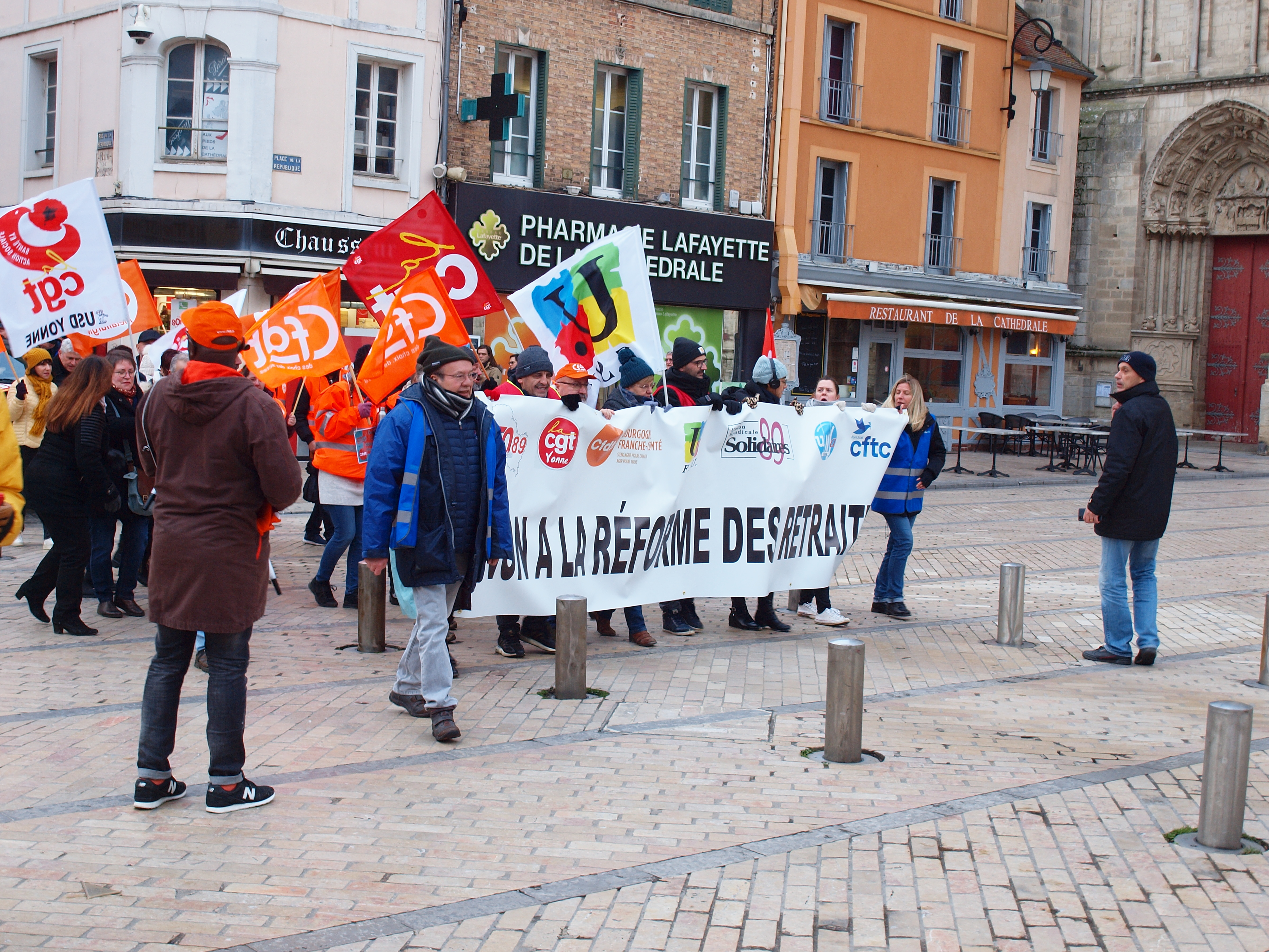
Demonstration gegen die von der französischen Regierung vorgestellte Rentenreform in Sens.

Am 19. Januar zählte das Innenministerium 1,12 Millionen Demonstranten, darunter 80.000 in Paris. Im ganzen Land wurden über 200 Demonstrationen gemeldet.
Mehr als eine Million Menschen gingen in Paris und anderen französischen Städten im Rahmen landesweiter Proteste gegen die Vorschläge zur Anhebung des Rentenalters auf die Straße. Acht der größten Gewerkschaften beteiligten sich an dem Streik gegen die Rentenreformen. Das französische Innenministerium gab an, dass 80.000 Demonstranten auf den Straßen von Paris versammelt waren, wo kleine Gruppen Flaschen, Steine und Feuerwerkskörper auf die Polizei warfen. Im ganzen Land wurden über 200 Demonstrationen gemeldet. Nach Angaben der Gewerkschaften nahmen 2 Millionen Menschen an den Demonstrationen teil, von denen 400.000 an den Demonstrationen in Paris teilnahmen.

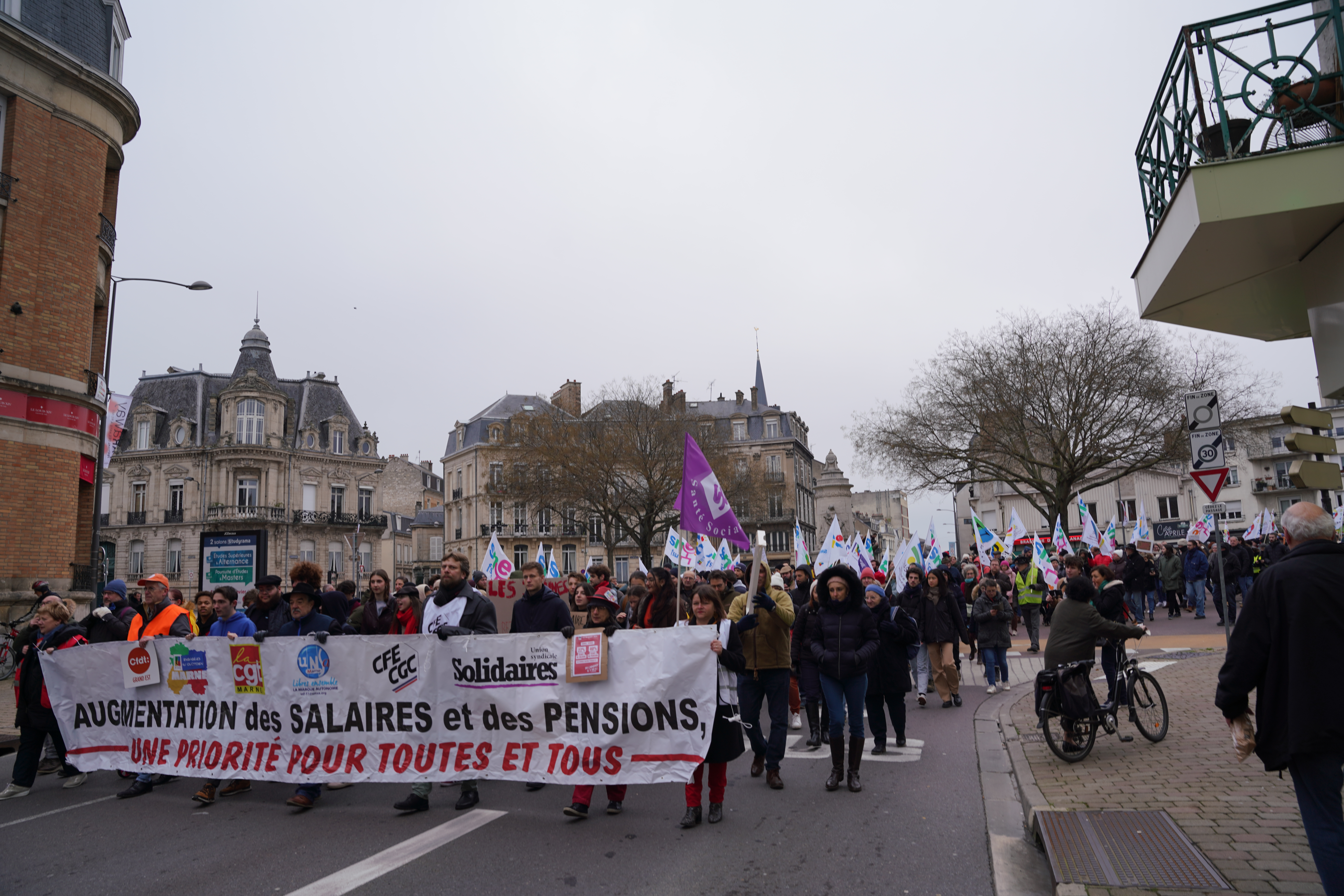
Reims am 19. Januar 2023.

Trotz der Demonstrationen betonte Emmanuel Macron, dass die Rentenreformen vorangehen würden. Französische Gewerkschaften erklärten, dass am 31. Januar weitere Streiks und Proteste stattfinden würden, um die Pläne der Regierung zur Anhebung des gesetzlichen Rentenalters von 62 auf 64 zu stoppen. Das neue Gesetz würde die jährlichen Rentenbeiträge von 41 auf 43 Zahlungen pro Jahr erhöhen. Einige Flüge vom Flughafen Orly wurden gestrichen, während die Eurostar-Website die Stornierung vieler Strecken zwischen Paris und London verzeichnete. Obwohl aufgrund von streikenden Fluglotsen „einige Verzögerungen“ an dem Flughafen Charles de Gaulle gemeldet wurden, wurden keine Flüge gestrichen.
| Stadt       | Angaben der Polizei | Angaben der Gewerkschaften |
| ----------- | ------------------- | -------------------------- |
| Paris       | 80.000              | 400.000                    |
| Marseille   | 26.000              | 140.000                    |
| Lyon        | 23.000              | 38.000                     |
| Toulouse    | 36.000              | 50.000                     |
| Nizza       | 7.500               | 20.000                     |
| Nantes      | 40.000              | 75.000                     |
| Montpellier | 15.000              | 25.000                     |
| Straßburg   | 10.500              | ca. 18.000                 |
| Bordeaux    | 16.000              | 60.000                     |
| Lille       | 16.000              | 50.000                     |

### 21. Januar

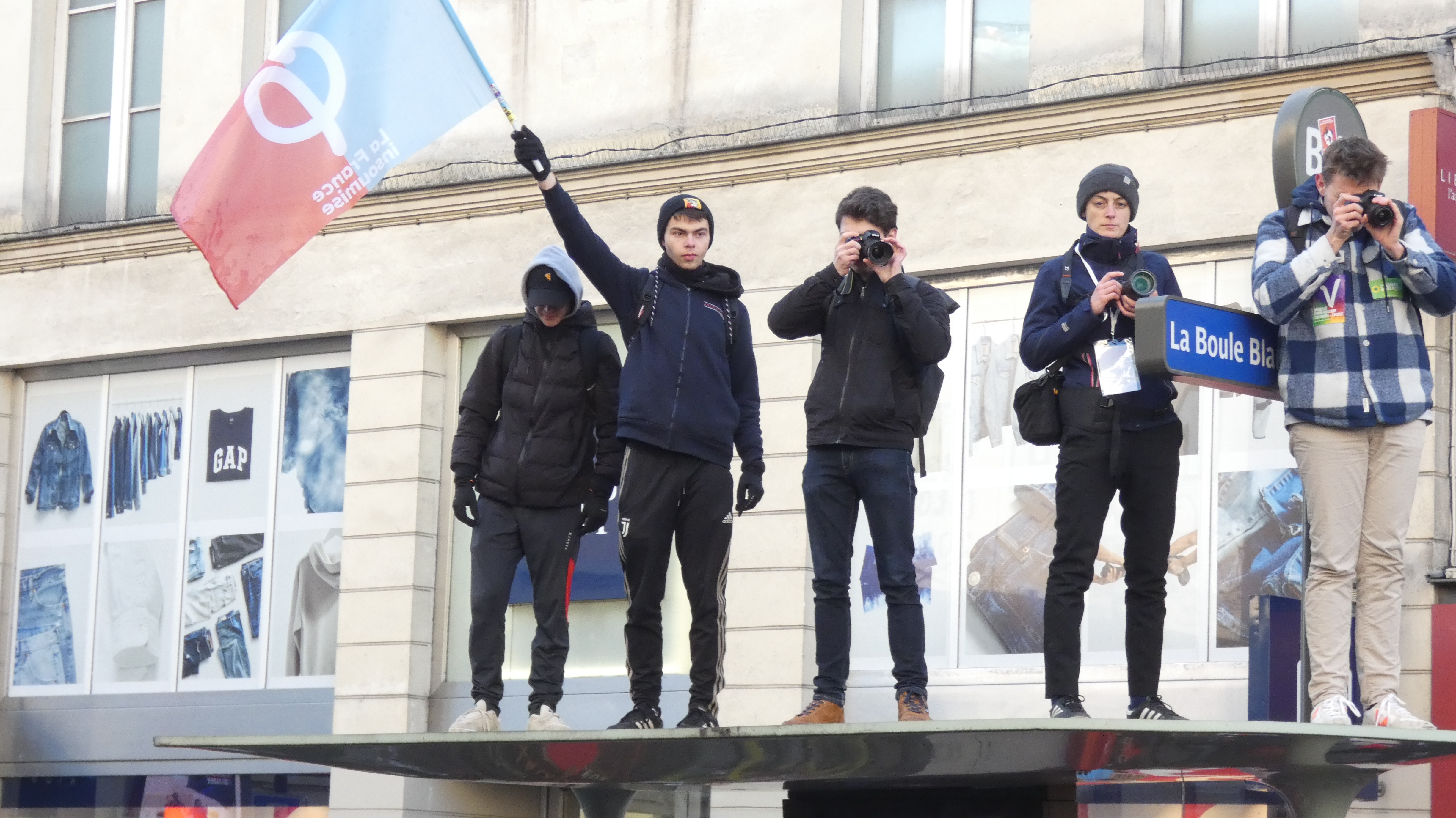
Demonstrierende Pariser am 21. Januar 2023.

Am 21. Januar wurde in Paris eine weitere Demonstration organisiert, angeblich von Studenten- und Jugendorganisationen lang geplant.
Demonstrationen, die von verschiedenen Gruppen organisiert wurden, fanden auch in anderen Städten statt, wie in Dinan, Limoges und Lyon.

### 31. Januar

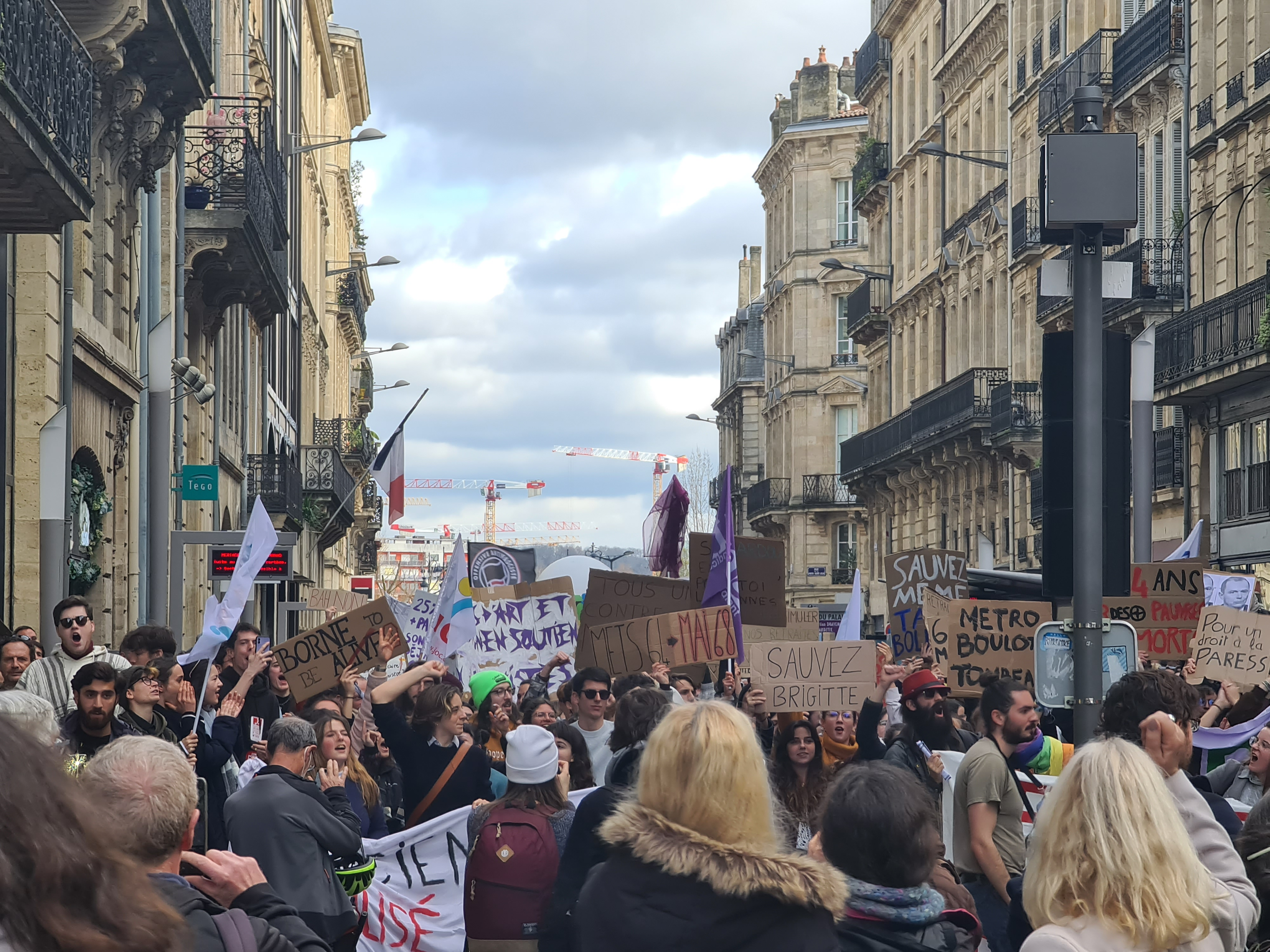
Demonstration in Bordeaux (Aquitanien, Okzitanien) am 31. Januar 2023.

Am 31. Januar fanden im ganzen Land Demonstrationen statt, wobei öffentlicher Verkehr, Schulen und Stromproduktion gezielt von den Streiks betroffen waren. Auch öffentlich-rechtliche Fernsehsender waren von den Streiks betroffen, wobei Nachrichtensendungen abgesagt und stattdessen Musik gespielt wurde.
Laut der Gewerkschaft CGT nahmen 2,8 Millionen Menschen an den Protesten teil, während das Innenministerium 1,272 Millionen Demonstranten schätzte.

### 7. Februar
Am 7. Februar fanden nach einem Aufruf von l'intersyndicale die dritten landesweiten Proteste statt. Nach Angaben der CGT demonstrierten in Paris 400.000 Menschen, 100.000 weniger als am 31. Januar. Insgesamt nahmen laut der CGT über 2.000.000 Streikende an den Demonstrationen teil, während die Polizei schätzte, dass rund 757.000 Menschen an den Protesten teilnahmen.

### 11. Februar
Am 11. Februar fanden die vierten landesweiten Proteste statt. Laut CGT nahmen über 2.500.000 Demonstranten an den Protesten teil, ein Anstieg von 500.000 im Vergleich zum 7. Februar, während das Innenministerium angibt, dass 963.000 Personen protestierten, ein Anstieg von über 200.000 im Vergleich zum 7. Februar. In Paris demonstrierten laut CGT über 500.000 Menschen gegen die Reform, während laut Präfektur 93.000 demonstrierten. Die Intersyndicale rief zu wiederkehrenden Streiks ab dem 7. März auf.

### 16. Februar
Am 16. Februar beteiligten sich Protestierende an neuen Kundgebungen und Streiks. Gewerkschaften sagten, dass landesweit etwa 1,3 Millionen Menschen teilgenommen hätten - die niedrigste Zahl seit Beginn der Protestbewegung am 19. Januar. Das Innenministerium gibt die nationale Zahl mit 440.000 an, ein Rückgang von fast einer Million am Samstag (11. Februar). An diesem Tag wurden 30 Prozent der Flüge vom Pariser Flughafen Orly gestrichen.

### 7. März

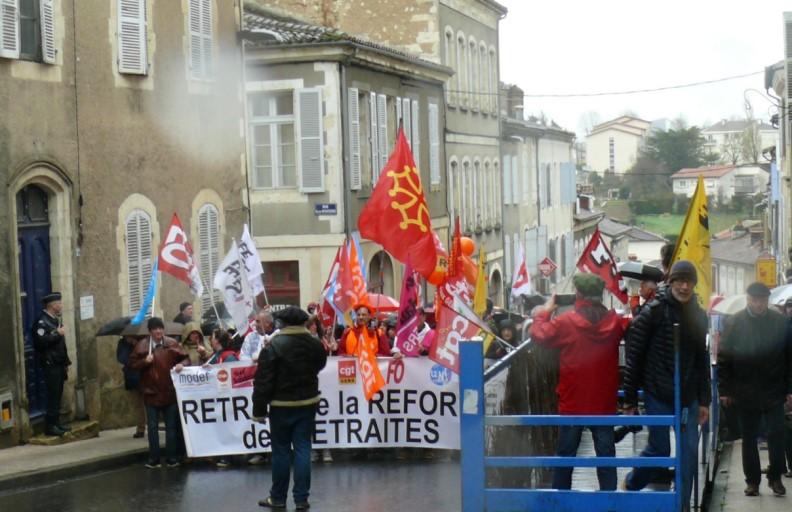
Demonstration in Auch (Okzitanien) am 11. März 2023.

Anfang März waren Züge im ganzen Land weiterhin von Streiks und Protesten betroffen. Es wird angenommen, dass 1,1 bis 1,4 Millionen Menschen an über 260 Protesten im ganzen Land teilgenommen haben. Im Rahmen des Protests blockierten Gewerkschaftsmitglieder die Lieferung von Treibstoffen, mit dem Ziel, die französische Wirtschaft lahmzulegen.

### 11.–12. März
Am Samstag, dem 11. März, fand der siebte Tag der Proteste als Reaktion auf die Debatte des Gesetzentwurfs in der Nationalversammlung und dem Senat statt, wobei im selben Monat eine endgültige Abstimmung erwartet wurde. Macron lehnte in dieser Woche zweimal Treffen mit Gewerkschaften ab. Etwa 368.000 Menschen haben protestiert, was unter den erwarteten 800.000 bis 1.000.000 lag. Am folgenden Tag stimmte der Senat mit 195 zu 112 für den Entwurf.

### 14.–15. März

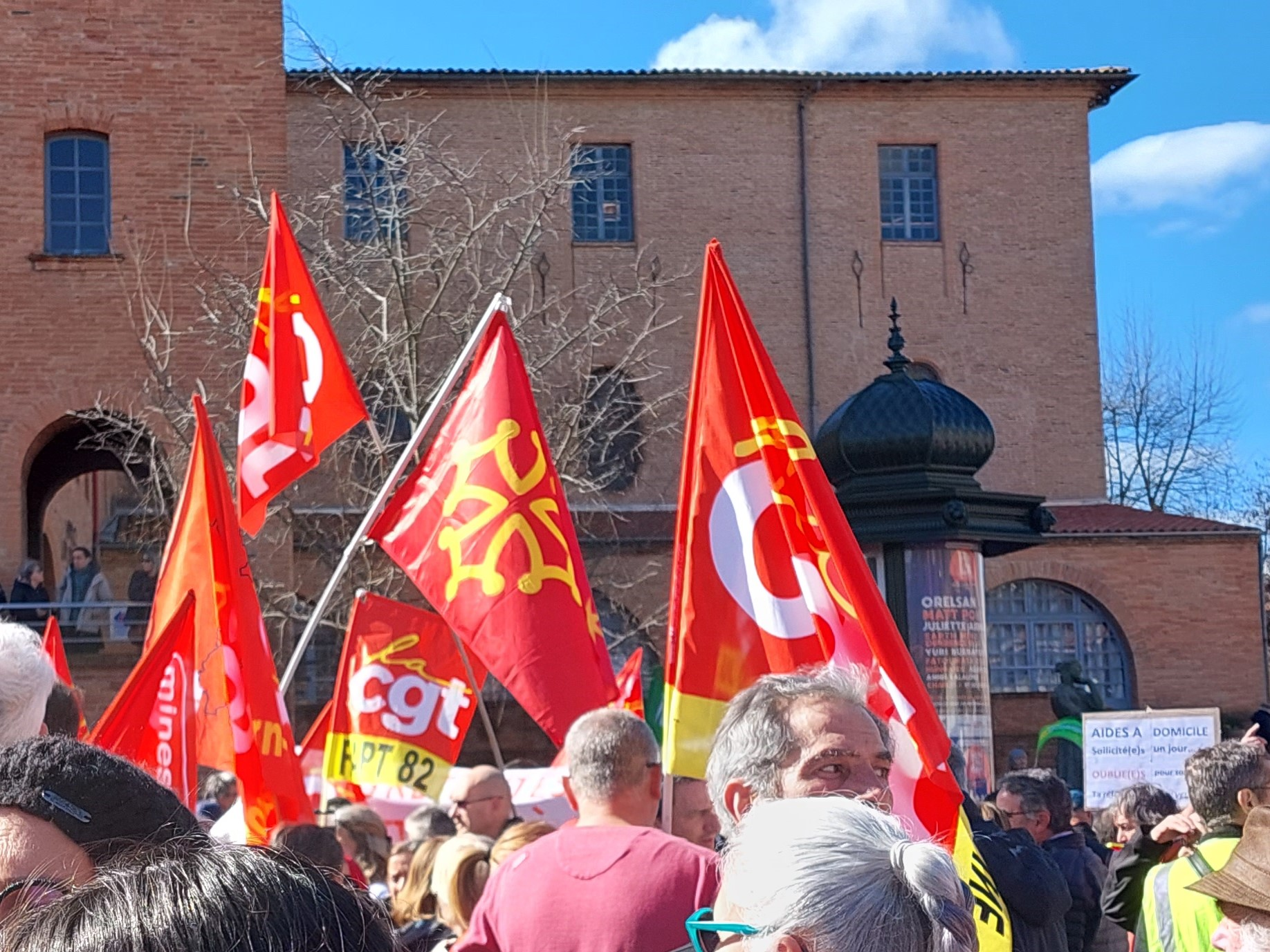
Demonstration in Montauban (Okzitanien) am 15. März 2023.

Am 14. März berichtete The Guardian, dass „französische Gewerkschaften einen Machtdemonstrationstag mit dem achten landesweiten Streiktag und Protesten vor der Abstimmung über die Reformen in der Nationalversammlung fordern würden.“ Verkehrsminister Clément Beaune sagte, „es werde Beeinträchtigungen im öffentlichen Verkehr und bei Flügen geben, aber es sei unwahrscheinlich, dass es ein“Schwarzer Mittwoch„werde“, mit „nicht […] demselben Maß an Störungen wie bei früheren Mobilisierungen“. Es wurde berichtet, dass 200 Proteste im ganzen Land stattgefunden hätten.
Es gab widersprüchliche Angaben zur Stärke der Proteste. Das Innenministerium berichtete von 480.000 Teilnehmern im ganzen Land, darunter 37.000 in Paris, während die CGT jeweils 1,78 Millionen und 450.000 zählte. Die Zahlen von Le Monde widersprechen beiden Behauptungen. Berichten zufolge erwartete die französische Polizei 650.000 bis 850.000 Demonstranten landesweit, weniger als bei den größten Protesten in der Vorwoche. Vorläufige Zahlen zeigten eine geringere Beteiligung von Streikenden im Energie- und Verkehrssektor zur Mittagszeit im Vergleich zu den Vortagen.
Zu den Streikenden gehörten unter anderem Zugführer, Lehrer, Hafenarbeiter, Mitarbeiter von Ölraffinerien sowie Müllsammler, die ihre mittlerweile zehntägige Streikaktion fortsetzten.

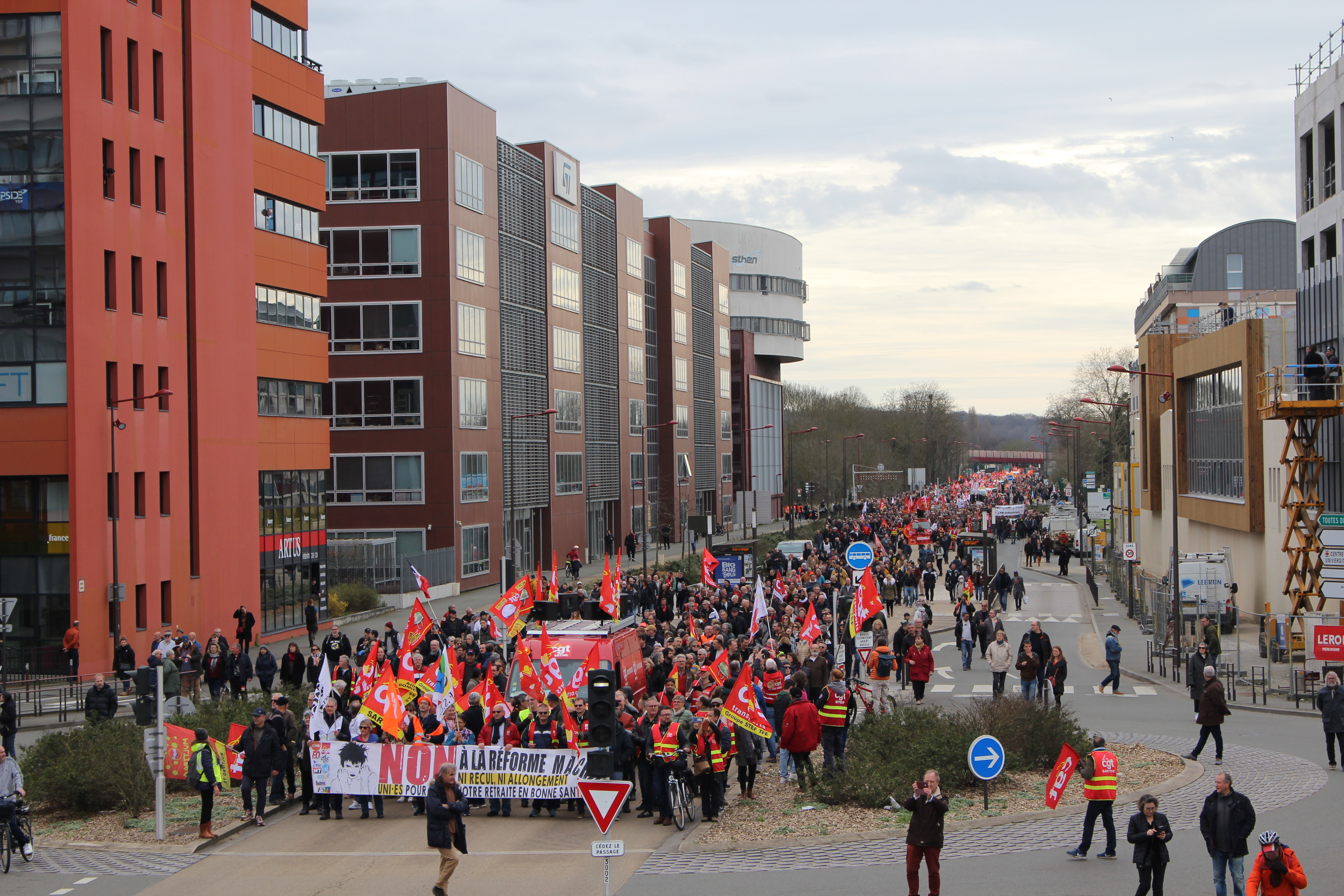
Der Anfang des Protestmarsches in Le Mans, der von mehreren Gewerkschaften am 15. März organisiert wurde.

Am Nachmittag versammelten sich Protestierende auf der Esplanade des Invalides, mit „lauter Musik und großen Gewerkschaftsballons“. Die Polizei hatte angeordnet, dass der Müll entlang der Marschroute „aufgeräumt werden müsse, nachdem einige“ in den letzten Demonstrationen „Müll zum Entzünden von Feuern oder zum Werfen von Müll auf die Polizei verwendet hatten“. Die Marschierenden wurden von einer starken Sicherheitskraft begleitet, als sie „durch die Linke Uferstraße entlang ungehinderter Straßen“ zogen. Die Polizei berichtete, dass eine Gruppe von Protestierenden „einen kleinen Betrieb angegriffen“ hatte und dass innerhalb von drei Stunden nach Beginn des Marsches neun Personen festgenommen wurden. Der Protestmarsch endete am Place d'Italie. Er wurde als „Greve 15 mars“ bezeichnet und von acht Gewerkschaften koordiniert und organisiert.
Flüssigerdgas-Terminals wurden ausgesetzt, wobei der öffentliche Verkehr stark betroffen wurde. Es wurde angegeben, dass 40 % der Hochgeschwindigkeitszüge und die Hälfte der Regionalzüge storniert wurden, während die Pariser Metro langsamer fuhr. Die DGAC warnte vor Verzögerungen und berichtete, dass 20 % der Flüge am Flughafen Paris-Orly storniert wurden.
An anderen Orten wie Rennes, Nantes und Lyon gingen „Sicherheitskräfte mit Gewalt und Tränengas“ gegen die protestierende Bevölkerung vor, so französische Medien. Demonstrationen fanden auch in Le Havre in der Normandie, in Nizza und Mülhausen im Elsass statt.
PBS berichtete, dass Innenminister Gérald Darmanin das Pariser Rathaus gebeten hatte, einige der Müllarbeiter zur Arbeit zurückzuschicken, da der Müll entlang der Straßen zu einem „öffentlichen Gesundheitsproblem“ geworden sei. Die Pariser Bürgermeisterin Anne Hidalgo erklärte ihre Unterstützung für den Streik. Als Reaktion darauf erklärte ein Regierungssprecher, Olivier Véran, dass, wenn sie nicht kooperieren würde, das Innenministerium „bereit wäre, einzuschreiten“.

## Verlauf nach der Verwendung von Artikel 49:3

### 16. März

#### Verwendung von Artikel 49:3
Nach der Ankündigung am 16. März, dass die Rentenreform ohne parlamentarische Abstimmung erlassen werden würde, brachen Proteste aus. Borne berief sich dazu auf Artikel 49:3 der Verfassung und tat dies „Minuten“ bevor über den Gesetzentwurf abgestimmt werden sollte. In der Nationalversammlung buhten und beschimpften Oppositionsabgeordnete auf der linken Seite die Ankündigung und sangen die Nationalhymne, um zu verhindern, dass Borne spricht und zwangen so die Sitzung kurz auszusetzen, bevor die Ankündigung von Borne gemacht wurde. Borne behauptete vor den Abgeordneten, die sie ausbuhten, dass „wir nicht mit der Zukunft unserer Renten spielen können […] Die Reform ist notwendig.“
Marine Le Pen kündigte an, ein Misstrauensvotum gegen die Regierung einzulegen, und bezeichnete die Verwendung von Artikel 49.3 als „ein außergewöhnliches Anzeichen von Schwäche“, als „einen totalen Fehlschlag der Regierung“ und forderte Borne auf, zurückzutreten. Fabien Roussel von der Kommunistischen Partei Frankreichs, der auch Straßenprotestierer und Gewerkschaftler aufforderte, weiter zu mobilisieren, erklärte, dass die politische Linke bereit sei, dieselbe Maßnahme zu ergreifen. Der Vorsitzende der Sozialistischen Partei, Olivier Faure, beschuldigte Macron, einen „permanenten Staatsstreich“ durchzuführen, um die Gesetzgebung durchzusetzen. The Week sagte, dass „Macron und seine Regierung darauf bestehen, dass die Reformen notwendig sind, um das Rentensystem solvent zu halten und die staatliche Verschuldung akzeptabel niedrig zu halten“.
Politiker aus dem gesamten politischen Spektrum verurteilten den Schritt. Konservative Abgeordnete wie die von Les Républicains, auf die sich Macron bei Abstimmungen in der Nationalversammlung verlassen war, rügten die Regierung und warnten, dass ihr Schritt Gegner radikalisieren und die demokratische Legitimität des Gesetzes untergraben würde. Die Times berichtete, dass Macron gehofft hatte, am Donnerstag eine parlamentarische Abstimmung abzuhalten und zu gewinnen, aber nachdem er erfahren hatte, dass nur 35 der 64 republikanischen Abgeordneten die Reform unterstützen würden, änderte er seine Strategie. Arbeitsminister Olivier Dussopt sagte, dass sie „alles bis zur letzten Minute richtig gemacht haben, um eine Abstimmung zu haben“. Abgeordnete des Mouvement démocrate, die normalerweise mit Macrons Renaissance-Partei verbündet sind, sagten, dass die Entscheidung, das Gesetz durchzusetzen, ein Fehler gewesen sei. Erwan Balanant sagte, dass er das Parlamentsgebäude „in einem Schockzustand“ verlassen habe, während Abgeordnete der politischen Mitte sagten, es sei eine Zeitverschwendung und zeige Schwäche.

#### Reaktionen der Protestierenden

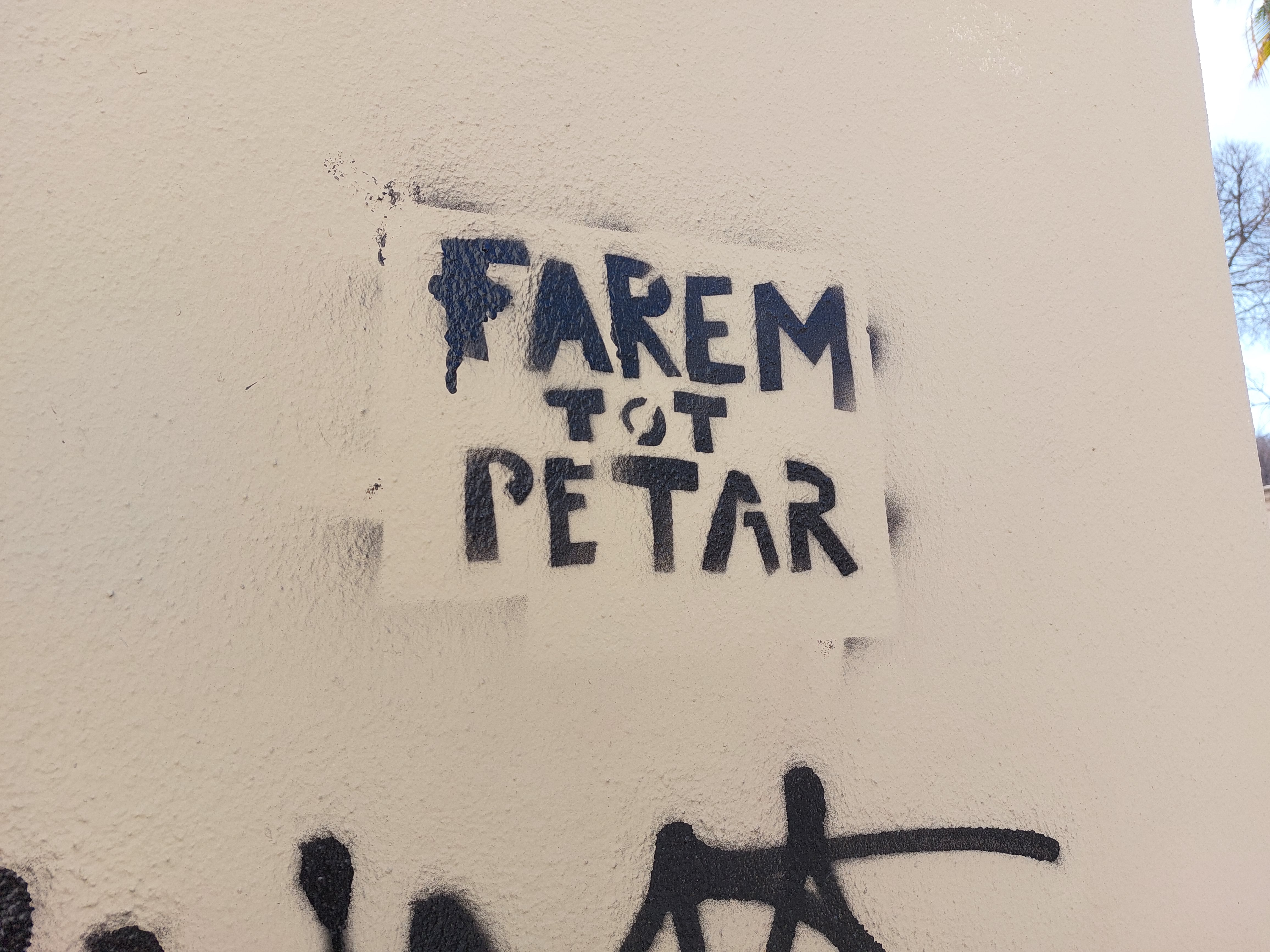
Graffiti-Warnung auf einer Wand in Marseille mit dem Spruch „FAREM TOT PETAR“ („Wir werden alles zerstören“, in der Regionalsprache Okzitanisch)

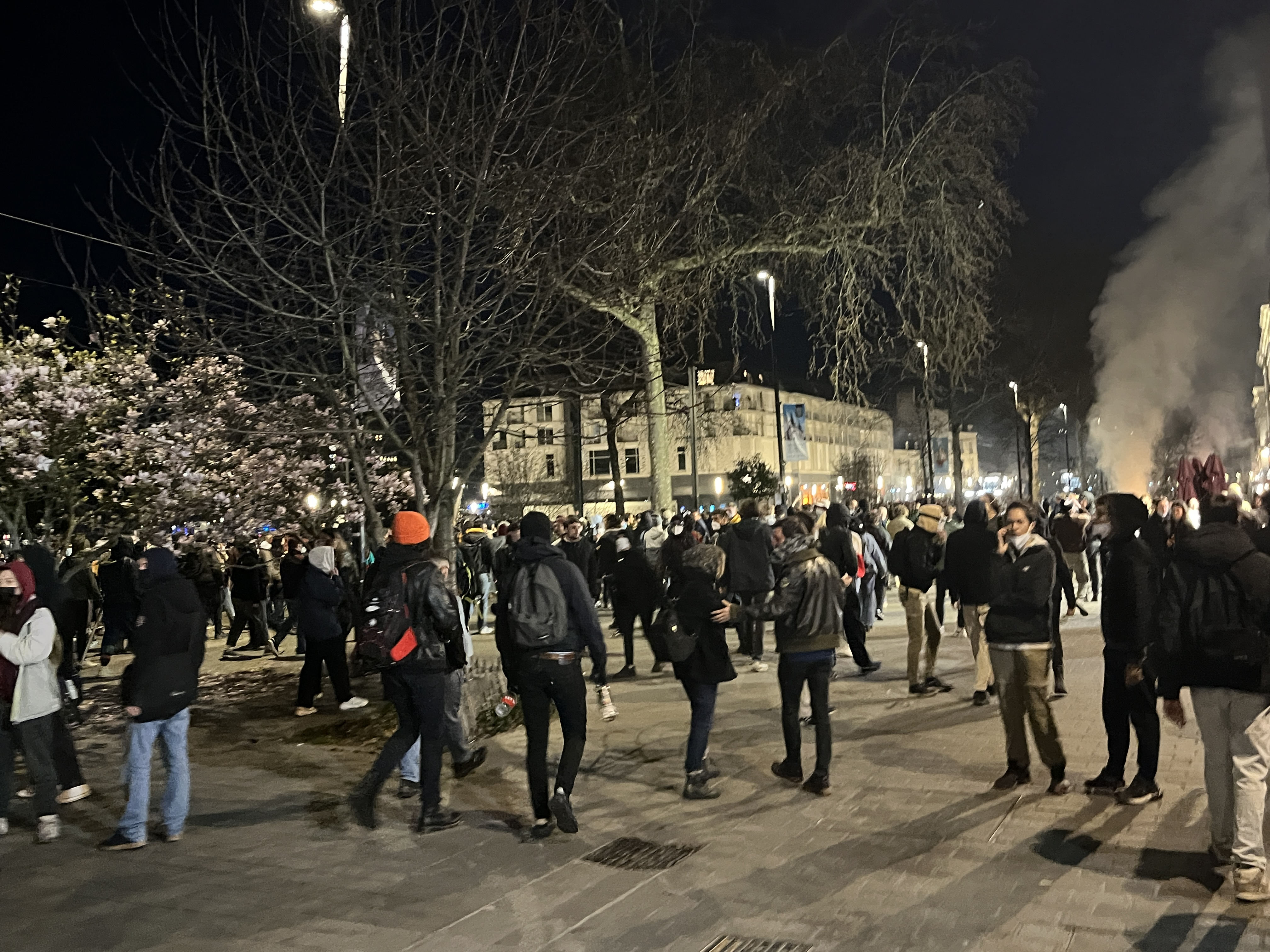
Demonstrationen in Nantes am Abend des 16. März 2023.

Auf dem Place de la Concorde protestierten zwischen 2.000 und 7.000 Franzosen. France 24 berichtete, es sei eine „spontane und unvorhergesehene Kundgebung“ gewesen, während Le Monde erklärte, dass sie „von der Gewerkschaft Solidaires organisiert und vom Verwaltungsgericht autorisiert“ worden sei. Der Anführer von La France Insoumise, Jean-Luc Mélenchon, sprach zu der Menge und erklärte, dass Macron „über den Willen des Volkes hinweg“ gegangen sei. Er behauptete auch, dass die Reform „keine Legitimität habe - weder im Parlament noch auf der Straße“. Es ist möglich, dass viele nach der Abweisung durch die Polizei bei der „Blockade eines Lagers von Veolia in Aubervilliers“ an der Kundgebung in Paris teilgenommen haben.
Später wurde ein Feuer entfacht, und die Polizei,  mit Schilden und Schlagstöcken bewaffnet, setzte Tränengas ein, um den Platz gegen 20:00 Uhr räumen zu lassen. Ein einziger Polizist wurde Berichten zufolge dabei verletzt.
Am Abend wurden nach Angaben der Pariser Polizei 120 Menschen „wegen des Verdachts, Schäden zu verursachen“, festgenommen. Bis 23:30 Uhr stieg die Zahl auf 217. Protestierende auf dem Platz warfen Pflastersteine auf die versammelten Polizisten, bevor diese eingriffen, um die Gruppen mithilfe von Tränengas und Wasserwerfern aufzulösen. Dabei liefen kleinere Gruppen von Demonstranten durch die Seitenstraßen und entfachten kleinere Brände, beispielsweise aus Müllhaufen, und beschädigten einige Geschäfte. Zahlreiche provisorische Barrikaden in den Pariser Straßen wurden ebenfalls in Brand gesetzt.
Die CGT kündigte weitere Streiks und Demonstrationen für den 23. März an. Ihr Chef Philippe Martinez sagte, dass das Durchsetzen des Gesetzes „Verachtung gegenüber dem Volk zeigt“, während Gewerkschaften die Entscheidung der Regierung als „vollständige Verleugnung der Demokratie“ bezeichneten. France 24 kommentierte, dass auch Gewerkschafter stark vertreten waren und einen moralischen Sieg feiern konnten, obwohl sie Macrons „Verstoß gegen die Demokratie“ verurteilten.
Proteste fanden auch in anderen Städten wie Rennes, Nantes, Lyon, Toulouse und Marseille statt. In letzterer wurden Schaufenster und Bankfronten eingeschlagen und „radikale linke Gruppen“ wurden teilweise beschuldigt, Geschäfte geplündert zu haben. Proteste in den ersten drei Städten führten zu Zusammenstößen zwischen Demonstranten und Polizei und in Lyon versammelten sich etwa „400 Personen vor Verwaltungsgebäuden und forderten den Rücktritt des Präsidenten“. Am frühen Morgen hatte es eine kurze Blockade der Nationalbibliothek gegeben.
Am folgenden Tag äußerte Innenminister Gérald Darmanin gegenüber RTL Radio, dass 310 Personen im Zusammenhang mit Protestaktionen im ganzen Land festgenommen worden seien, davon 258 in Paris.
Macron äußerte sich am 16. März nicht öffentlich, aber AFP berichtete, dass er bei einer Kabinettssitzung hinter verschlossenen Türen „Man kann nicht mit der Zukunft des Landes spielen“ gesagt habe.

### 17. März
Erneut fanden Demonstrationen auf dem Place de la Concorde statt, an denen mehrere tausend Menschen teilnahmen und mit Gesängen, Tanzen und einem großen Lagerfeuer protestierten. Die Protestierenden riefen wiederholt „Besteuert die Reichen“, bevor die Polizei mit Tränengas eingriff und den Platz räumte, nachdem einige von ihnen auf Gerüsten einer Baustelle geklettert waren, um sich mit Holz zu bewaffnen. In dieser Konfrontation wurden Feuerwerkskörper und Pflastersteine auf die Polizei geworfen. Auf Twitter ging ein Video von Protestierenden um, die auf dem Platz „Wir haben Ludwig XVI. enthauptet und das können wir nochmal machen, Macron!“ riefen. Die Protestierenden forderten auch allgemein den Rücktritt von Macron. Der Sender BFMTV berichtete, dass die Polizei 61 Personen nach diesen Protesten festgenommen hatte. Die Times behauptete, dass die Reihen der Protestierenden durch Mitglieder des „schwarzen Blocks“ unterstützt wurden - junge maskierte Randalierer, die auf eine Auseinandersetzung aus waren. Auffällig war, dass der Chef der „gemäßigten“ Gewerkschaft CFDT, Laurent Berger, sagte, dass eine Regierungs- oder Premierminister-Änderung „dieses Feuer nicht löschen könne, sondern nur die Reform zurückzuziehen“.
Zusätzlich wurde der Boulevard Périphérique in Paris am Morgen während des Berufsverkehrs an fast 200 Orten von CGT-Aktivisten gestört. Es wurde auch von eskalierenden Streiks in Fabriken berichtet, wobei die Blockade einer Raffinerie im Süden Frankreichs bereits früher am Tag begonnen hatte. Ein CGT-Vertreter behauptete, dass Streiks die Stilllegung der TotalEnergies-Raffinerie in der Normandie bis zum Wochenende erzwingen würden. Es gab bereits einen laufenden Streik dort, bei dem Streikende weiterhin weniger Kraftstoff lieferten.
Kleineren Protesten und Kundgebungen fanden in Bordeaux, Toulouse, Toulon und Straßburg statt. Es wurde auch über die Zerstörung von Straßenmöbeln, das Anzünden von Mülltonnen und das Zerschlagen von Fenstern im ganzen Land berichtet. In Dijon verbrannten Protestierende außerdem Puppen von Präsident Macron. Auch in kleineren Städten wie Laval und Évreux fanden Proteste statt.
Am selben Tag wurden Studierende in der Nähe der Sorbonne von der Polizei mit Pfefferspray besprüht, einige von ihnen verließen auch Vorlesungen. In Lille wurde das Institut für Politikwissenschaft von Studenten blockiert. Die CGT-Gewerkschaftsstreikenden „stimmten dafür, die Produktion an einer der größten Raffinerien des Landes bis zum Wochenende oder spätestens Montag einzustellen“. Sie waren bereits im Nordstandort TotalEnergies de Normandie im Streik und die Einstellung der Produktion würde den Arbeitskampf eskalieren und die Befürchtungen von Treibstoffknappheit auslösen. Streikende Arbeiter lieferten weiterhin „weniger Treibstoff als normalerweise von mehreren anderen Standorten“. In Bordeaux drangen Dutzende von Demonstranten und Protestierenden auf die Gleise des Hauptbahnhofs ein, darunter CGT-Gewerkschaftler, und es wurden CGT- und NPA-Flaggen gehisst. In Donges gab es eine Straßenblockade in der Nähe der TotalEnergie-Raffinerieölterminals; in Valenciennes blockierten streikende Arbeiter den Eingang zu einem Treibstoffdepot, während Polizisten in Kampfausrüstung beobachtet wurden, wie sie Reifen von der Straße entfernten; streikende Müllsammler kamen mit der Polizei am Ivry-sur-Seine-Inkinerator zusammen, und die Blockade des Hafens von Marseille durch streikende CGT-Arbeiter dauerte an. Gewerkschaften der SNCF, des nationalen Bahnunternehmens, „forderten die Arbeiter auf, die Dauerstreiks fortzusetzen“.
Am selben Tag wurde im Parlament ein multi-parteiischer Misstrauensantrag eingereicht. Angeführt von der Mitte-links-Fraktion LIOT, wurde sie von NUPES mitunterstützt. Insgesamt unterzeichneten 91 Abgeordnete aus fünf verschiedenen Parlamentsgruppen. Später reichte die Rassemblement National einen eigenen Misstrauensantrag ein, der von 81 Abgeordneten unterzeichnet wurde. Parteiführerin Le Pen sagte, die Entscheidung, die Rentenreformen durchzusetzen, sei „ein totaler Fehlschlag für die Regierung“.
In einer Radiosendung warnte Innenminister Darmanin „vor dem Chaos willkürlicher, spontaner Straßendemonstrationen“ und sagte „die Opposition ist legitim, die Proteste sind legitim, aber das Chaos ist es nicht“, und er „verurteilte die Tatsache, dass bei einem Protest in Dijon Darstellungen von Macron, Borne und anderen Ministern verbrannt“ wurden, und dass „öffentliche Gebäude angegriffen“ werden. Aurore Bergé, Fraktionsvorsitzende der Renaissance, bat Darmanin um „Schutz der Abgeordneten, die Gewalt befürchteten“, weil sie „es nicht akzeptieren würde, dass Abgeordnete in Angst vor Vergeltungsmaßnahmen lebten“. Er antwortete, dass „die Polizei gegen jede Gewalt gegen die Gesetzgeber wachsam sein würde.“

### 18. März

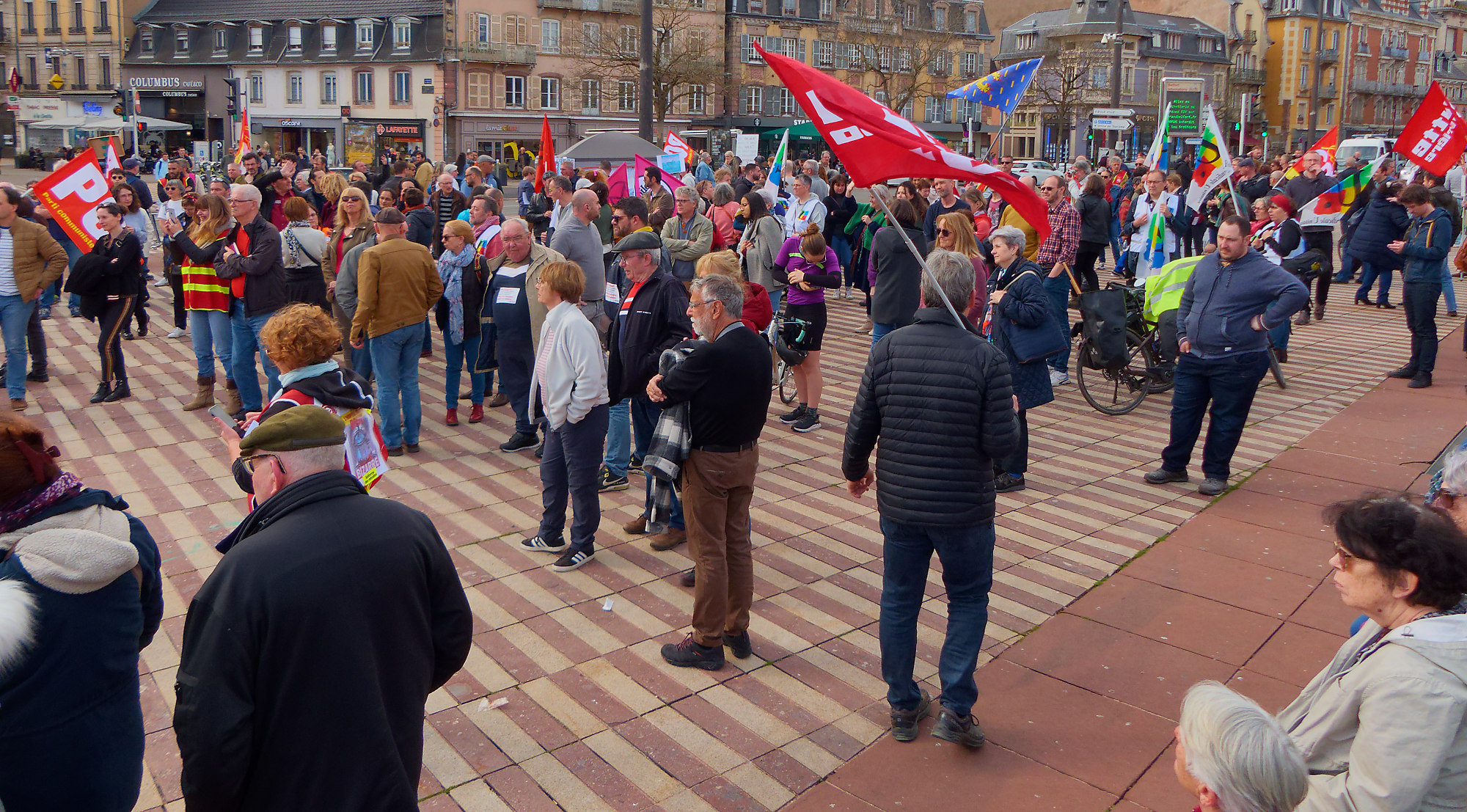
Versammlung von Demonstranten in Belfort am Nachmittag des 18. März 2023.

Am 18. März wurde das Protestieren auf dem Place de la Concorde gegenüber dem Parlament, sowie auf den Champs-Élysées in Paris verboten. Die Polizei erklärte, dass dies aufgrund „ernsthafter Störungsrisiken für die öffentliche Ordnung und Sicherheit“ geschah und dass Personen, die dieser Anordnung nicht folgten, mit Geldstrafen belegt werden könnten. Trotzdem wurde auf dem Place de la Concorde ein Feuer entfacht, an dem erneut eine Puppe von Macron unter Jubel verbrannt wurde. Trotz des Verbots wurden in Paris weit verbreitete Proteste gemeldet, bei denen unter anderem eine Kundgebung auf dem Place d'Italie um 18 Uhr für den Rücktritt von Macron abgehalten wurde. Dabei riefen die Demonstranten erneut „Macron soll zurücktreten, wir werden gewinnen“. Etwa 4.000 Menschen waren dabei anwesend. Barrikaden wurden errichtet, Abfallbehälter wurden angezündet, und die Glasscheiben von Werbetafeln und Bushaltestellen wurden zerstört. Die Polizei setzte Tränengas und Wasserwerfer ein, um die Demonstranten zu zerstreuen, während diese Flaschen auf die Einsatzkräfte warfen. In der Nähe wurden 81 Personen festgenommen. Anschließend marschierten die Demonstranten zum größten Müllverbrennungswerk Europas, das zu einem Brennpunkt der Spannungen geworden ist. Dabei wurden einige Mülltonnen in Brand gesetzt und Slogans wie „die Straßen gehören uns“ gerufen, während die Sirenen der Feuerwehr heulten. Politico berichtete später unter Berufung auf das Innenministerium, dass in Paris insgesamt 122 Personen festgenommen wurden, landesweit waren es 169.
Die Polizei setzte auch Tränengas gegen Demonstranten ein, die in Bordeaux ein Feuer entfacht hatten, während BFM TV Demonstrationen in großen Städten wie Marseille, Compiegne, Nantes (wo etwa tausend protestierten), Brest und Montpellier zeigte, wobei rund 200 Personen im südfranzösischen Lodeve protestierten. In Nizza wurde das politische Büro des Vorsitzenden der Republicaines, Éric Ciotti, geplündert und Drohungen hinterlassen, die darauf hindeuteten, dass Unruhen ausbrechen würden, wenn sich die Partei  weigerte, eine der Misstrauensanträge gegen die Regierung zu unterstützen. Am Nachmittag warfen Demonstranten in Nantes Flaschen auf die Polizei, die ebenfalls mit Tränengasbeschuss reagierte; trotzdem beschrieben DW und AP die Proteste in Nantes sowie Marseille und Montpellier als „überwiegend friedliche Märsche“. In Marseille entkamen Demonstranten der Polizei und konnten den Hauptbahnhof für etwa 15 Minuten lang besetzen. In Besançon entzündeten Hunderte von Demonstranten eine Feuerschale und verbrannten Wahlkarten. In Lyon versuchten einige Demonstranten, in das Rathaus einzudringen und es in Brand zu setzen, wobei die Polizei 36 Personen festnahm; die Polizei behauptete, dass „Gruppen von gewalttätigen Individuen“ Zusammenstöße auslösten.
Ein Sprecher von TotalEnergies berichtete, dass 37 % seiner operativen Mitarbeiter in Raffinerien und Depots wie in Feyzin und der Normandie streikten. Die Streiks setzten sich auch auf den Eisenbahnen fort. Studenten und Aktivisten des Kollektivs Permanent Revolution „besetzten kurzzeitig“ das Einkaufszentrum Forum des Halles und zeigten Banner mit der Forderung nach einem Generalstreik und riefen Paris dazu auf, „aufzustehen“ und „sich zu erheben“, während sie rote Rauchkanister abfeuerten. Ein Vertreter einer Gewerkschaft, die Müllsammler vertritt, sagte, dass Streikende an drei Verbrennungsanlagen außerhalb von Paris einige Lastwagen durchlassen würden, um „das Risiko einer Epidemie zu begrenzen“, während die Polizei behauptete, dass Lastwagen von fünf Depots ihre Arbeit wieder aufgenommen hatten. Die CGT kündigte an, dass „Streikende die Produktion in zwei Raffinerien am Wochenende einstellen würden“.
Die CGT kündigte die Stilllegung der größten Raffinerie Frankreichs, des TotalEnergies-Standorts in Gonfreville-L'Orcher im Département Seine-Maritime an, und „dass mindestens zwei Ölraffinerien ab Montag geschlossen werden können“. Der Industrieminister Roland Lescure kündigte an, dass die Regierung diejenigen, die streikten, anweisen könne, zur Arbeit zurückzukehren, um zu helfen, Treibstoffknappheit zu vermeiden.
AP berichtete, dass die DGAC für Montag, den 20. März, 30 % der Flüge am Flughafen Orly und 20 % in Marsaille absagen müsse.

### 19. März
Am Abend wurden „Hunderte“ Demonstranten in Paris, Lyon, Marseille und Lille gemeldet. In Marseille wurde ein großes Lagerfeuer entzündet, um das eine große Menschenmenge tanzte.
Einige Stadtteile von Paris hatten weiterhin Probleme mit der Müllabfuhr; Philippe Martinez von der CGT „drängte“ die Müllabfuhrarbeiter in Paris, ihren mittlerweile zwei Wochen langen Streik fortzusetzen. Ein paar hundert Menschen protestierten vor dem Einkaufszentrum Les Halles, bevor die Polizei sie vertrieb. Früh am Sonntag zogen dutzende Gewerkschaftsaktivisten durch ein Einkaufszentrum in Rosny-sous-Bois, und Autos durften den ganzen Tag die Mautstellen auf den Autobahnen A1 und A13 kostenlos passieren. Die Stilllegung von Raffinerien setzte sich fort, mit Berichten über Benzin-Schlangen im Süden Frankreichs; die Behörden behaupteten, dass die Vorräte hoch genug seien, um Engpässe zu vermeiden.
Als Reaktion auf Berichte über die Zerstörung von Wahlkreisbüros verschiedener Abgeordneter rief Macron am späten 19. März "die Sprecher beider Parlamentskammern an, um seine Unterstützung für alle Gesetzgeber zu bekräftigen und sagte, dass die Regierung mobilisiert sei, um "alles in Bewegung zu setzen, um sie zu schützen".
Macron machte auch seine erste öffentliche Erklärung seit dem 16. März; zu AFP sagte er, er hoffe, dass „das Gesetz zu den Renten mit Respekt vor allen bis zum Ende seines demokratischen Weges gehen kann“. Finanzminister Bruno Le Maire kommentierte weiter: „diejenigen von uns, die es können, müssen schrittweise mehr arbeiten, um unser Sozialmodell zu finanzieren, das eines der großzügigsten der Welt ist“. Der Präsident der Partei Les Republicaines, Éric Ciotti, sagte, dass seine Partei die Misstrauensanträge nicht unterstützen werde, da er „es ablehne, Chaos zum Chaos hinzuzufügen“. Daher wurde erwartet, dass die Anträge nicht angenommen würden, da die Republikaner de facto die Königsmacher in der Nationalversammlung sind und weder Macrons Block noch die anderen Oppositionsparteien zusammen eine Mehrheit haben. NUPES-Chef Jean-Luc Mélenchon informierte RTL, dass „solange die 64-jährige Reform auf dem Tisch liegt, müssen wir [die Proteste] aufrechterhalten“, die Gewaltanwendung hingegen verurteilte er und riet den Demonstranten, nicht „unsere Kämpfe unsichtbar zu machen“, da Macron darauf hoffe, dass die Leute zu weit gehen, um von einer Situation der Angst profitieren zu können. Die Times berichtete, dass durch die Republikaner, die die Anträge nicht unterstützen, einige republikanische Abgeordnete möglicherweise nicht der Entscheidung ihrer Fraktion folgen werden. Dadurch könne Jordan Bardella, der Vorsitzende der Partei Rassemblement National, versuchen, „mehr [Abgeordnete] zu überzeugen, ihm zu folgen, indem er versprach, dass seine Partei keine Kandidaten gegen sie aufstellen wird, falls die Krise zu einer Wahl führt“.

### 20. März
Am 18. März berichtete DW, dass Gewerkschaftsführer damit rechneten, dass am 20. März aufgrund des Streiks fast ein Drittel der Flüge an einigen Flughäfen gestrichen werden würde. Die Fluggesellschaften easyJet und Ryanair warnten die Passagiere vor möglichen Störungen. Ryanair sagte, dass „mögliche Annullierungen und Verzögerungen auf Flügen nach und von Frankreich vom 20. bis 23. März zu erwarten seien“. Eurostar kündigte an, dass am 20. und 21. März Züge planmäßig fahren würden, aber es am 20. März zu Störungen im öffentlichen Verkehr in Lille kommen würde.
Am Morgen wurden in Rennes Müllhaufen entlang des Ringwegs in Brand gesetzt, als Teil einer Straßenblockade, bei der auch Müllsammelstellen blockiert wurden und das nahe gelegene Öldepot in Vern-sur-Seiche blockiert wurde. Die Straßenblockade wurde von einigen Hundert Menschen besucht und begann um 6:30 Uhr. Sie führte zu „über 15 Meilen verstopfter Straßen um die Stadt herum“. Die Polizei setzte Tränengas ein und stürmte auf die Demonstranten zu, die sich auf der Straße und in umliegenden Feldern befanden. Kurz vor Mittag wurde bekannt gegeben, dass alle Blockaden aufgehoben wurden. Ein beschädigter Abschnitt der Straße in Porte de Saint-Malo führte jedoch vorübergehend zu einer Geschwindigkeitsbegrenzung von 70 Kilometern pro Stunde. Crisis24 berichtete, dass der Streik in den Raffinerien „beginnt, sich auf die Kraftstoffversorgung auszuwirken“, mit Kraftstoffknappheit an Tankstellen, „insbesondere“ in Marseille und im Süden des Landes. Sky News berichtete am 17. März, dass die Streiks bei der Müllabfuhr bis mindestens zum 20. März fortgesetzt werden.
SNCF warnte vor „Störungen im Fern- und Regionalzugverkehr“, wobei auf einigen Linien des RATP-Netzwerks in Paris nur zwei von drei Zügen fahren werden. Crisis24 berichtete, dass solche Störungen bis zum 23. März andauern werden, wenn der nationale Streik die Dienstleistungen noch weiter beeinträchtigen wird.
Am 17. März riefen Lehrergewerkschaften zu Streiks in den kommenden Wochen auf, die möglicherweise die Baccalauréat-Prüfungen beeinträchtigen könnten, die am 20. März beginnen. Laurent Berger vom CFDT erklärte, dass sie keine Störungen bei den Prüfungen wünsche, da sie das ohnehin schon hohe Stressniveau der Schüler verschlimmern könnten.
39 % der Mitarbeiter von TotalEnergie befanden sich im Streik. Le Monde berichtete, dass in der südöstlichen Region Provence-Alpes-Côte d’Azur die Hälfte der Tankstellen einen oder mehrere Treibstoffe nicht mehr hatten und die örtlichen Behörden den Verkauf bis Donnerstag beschränken mussten. Das Befüllen von Kanistern war verboten. Auch viele Gebiete im Westen des Landes waren von der Blockade und Schließung der Donges-Raffinerie betroffen. Die UFIP-Öl-Lobby gab an, dass 7 % der Tankstellen im Land von Treibstoffmangel betroffen waren, (ein Anstieg von 4 % vor dem Wochenende; und dass nur 5–8 von 200 Lagerstätten blockiert waren), was bedeutet, dass „Menschen in Großstädten insbesondere leiden werden“. In einigen Gebieten, wie Marseille, meldeten „rund die Hälfte der Tankstellen einen Mangel und mit geschätzten 40 % in Bouches-du-Rhône vollständig geschlossen“, und es könnte zu Mängeln an der Lagerstätte Genevilliers im Nordwesten der französischen Hauptstadt kommen. Die „kollaborative Website“ Penurie.mon-essence.fr gab an, dass etwa 986 Tankstellen „von teilweisem Mangel geplagt“ waren, von denen 739 vollständig leer waren. Olivier Gantois, Geschäftsführer von UFIP, sagte: „Es wird nur einen Mangel geben, wenn die Menschen weiterhin beim Tanken in Panik geraten“, und dass „wenn Kunden in Panik geraten, die Logistik versagen wird und wir nicht mehr versorgt werden können“. Le Monde fügte hinzu, dass solche Kommentare „der Überzeugung entsprechen, dass Mängel das alleinige Ergebnis vorbeugender Käufe seitens der Verbraucher sind“.

#### Misstrauensvoten
| Parteiübergreifender Misstrauensantrag        | Parteiübergreifender Misstrauensantrag | Parteiübergreifender Misstrauensantrag | Parteiübergreifender Misstrauensantrag | Parteiübergreifender Misstrauensantrag |
| --------------------------------------------- | -------------------------------------- | -------------------------------------- | -------------------------------------- | -------------------------------------- |
| Antrag von NUPES, LIOT (20. März 2023)        |                                        |                                        | Stimmen                                |                                        |
| Ja-Stimmen                                    | Ja-Stimmen                             |                                        | 278 / 573                              | 278 / 573                              |
| Enthaltungen                                  | Enthaltungen                           |                                        | 295 / 573                              | 295 / 573                              |
| Erforderliche Mehrheit: 287 von 573 ❌ Quelle |                                        |                                        |                                        |                                        |

| Misstrauensantrag durch die RN                | Misstrauensantrag durch die RN | Misstrauensantrag durch die RN | Misstrauensantrag durch die RN | Misstrauensantrag durch die RN |
| --------------------------------------------- | ------------------------------ | ------------------------------ | ------------------------------ | ------------------------------ |
| Antrag der RN (20. März 2023)                 |                                |                                | Stimmen                        |                                |
| Ja-Stimmen                                    | Ja-Stimmen                     |                                | 94 / 573                       | 94 / 573                       |
| Enthaltungen                                  | Enthaltungen                   |                                | 479 / 573                      | 479 / 573                      |
| Erforderliche Mehrheit: 287 von 573 ❌ Quelle |                                |                                |                                |                                |

Am 18. März wurde bestätigt, dass ab Montag, dem 20. März, zwei Misstrauensanträge gegen die Regierung debattiert werden sollen. Der Präsident von Les Republicains hat angekündigt, keine der beiden Maßnahmen zu unterstützen, aber laut The Times könnten ihm einige LR-Abgeordnete trotzen.
Eine Umfrage ergab, dass mehr als zwei Drittel der französischen Öffentlichkeit wollten, dass das Misstrauensvotum Erfolg hat - trotz der geringen Wahrscheinlichkeit, dass dies der Fall sein würde - und dass Premierminister Borne unabhängig von ihrem Erfolg oder Misserfolg zurücktreten sollte.
Die Debatte begann um 16 Uhr in der Nationalversammlung, wobei Oppositionsabgeordnete „buhten und schrien“, als die Premierministerin ans Rednerpult trat. Sie kommentierte, dass die Regierung „nie so weit gegangen ist, um einen Kompromiss zu finden“, um die Rentenreformgesetze zu verabschieden. Der Autor des transpartisanen Antrags, Charles de Courson, sagte, dass die Entfernung der Regierung „der einzige Weg sei, um die soziale und politische Krise in diesem Land zu stoppen“. Éric Ciotti, der Führer der Republikaner, sagte, dass die Anwendung von Artikel 49.3 „das Ergebnis vieler Jahre politischen Versagens“ sei, das „eine tiefe Krise in unserer Verfassung“ hervorgerufen habe, aber er glaubte nicht, dass das Misstrauensvotum die erforderliche Lösung sei.
Beide Misstrauensanträge scheiterten. Der transpartisanische Misstrauensantrag scheiterte um neun Stimmen, während der Misstrauensantrag der Nationalen Sammlung nur 94 Stimmen erhielt, nachdem andere Oppositionsparteien erklärt hatten, dass sie nicht dafür stimmen würden. Nur 19 Mitglieder der Republikaner stimmten für den transpartisanen Antrag; France 24 kommentierte, dass über die Hälfte der Republicaines-Abgeordneten für den Antrag hätten stimmen müssen, damit er erfolgreich wäre.
Dennoch berichtete France 24, dass die NUPES-Abgeordneten nicht erwartet hatten, dass die transpartisanen Misstrauensvoten, an denen sie teilgenommen hatten, so knapp ausfallen würden. Unmittelbar danach schrien die LFI-Abgeordneten „Rücktritt!“ gegen Premierministerin Borne und hielten Plakate mit der Aufschrift „Wir sehen uns auf der Straße!“ hoch. Es wurde auch berichtet, dass linke Abgeordnete während der Bekanntgabe der Ergebnisse Papier mit der Aufschrift „On continue!“ („Wir werden weitermachen!“) hochhielten. Premierministerin Borne twitterte: „Wir kommen zum Ende des demokratischen Prozesses dieser wesentlichen Reform für unser Land. Ich habe meine Verantwortung und die meines Kabinetts mit Demut und Ernsthaftigkeit übernommen.“ Kurz nachdem die Regierung die Misstrauensvoten gewonnen hatte, besuchte sie den Élysée-Palast. France 24 enthüllte, dass Macron am Morgen des 21. März Premierministerin Borne treffen, mit dem Sprecher der Nationalversammlung und dem Vorsitzenden des Senats zu Mittag essen und abends mit Abgeordneten seines Renaissance-Blocks sprechen würde. Der Journalist Benjamin Dodman behauptete, Borne und andere würden den Erfolg bei den Misstrauensvoten als Maßstab dafür verwenden, wie „demokratisch legitim“ die Rentenreformmaßnahmen seien.
France 24 stellte fest, dass einige Oppositionsabgeordnete „rechtliche Möglichkeiten prüfen, um das Gesetz vor dem Verfassungsrat anzufechten, der über die Verfassungsmäßigkeit der Reformen entscheiden muss, bevor sie umgesetzt werden können“. Der Rat „könnte entscheiden, dass einige oder alle Bestimmungen verfassungswidrig sind“. Mélenchon rief dazu auf, „überall und in allen Umständen seine Meinung zu äußern, um den Rückzug der Rentenreform zu erzwingen“. Mathilde Panot, die Fraktionsvorsitzende der LFI, sagte vor versammelter Presse: „Nichts ist gelöst, wir werden alles tun, um diese Reform zurückzuziehen“. Marine Le Pen forderte Borne zum Rücktritt auf und dass Macron, trotz der geringen Wahrscheinlichkeit, ein Referendum über die Reformen abhalten solle. Sie sagte der Presse: „Er ist taub gegenüber dem, was die Franzosen wollen“.

#### Nachwirkungen am Abend
Es brachen spontane Proteste in ganz Paris aus. Am Nachmittag reagierten die Menschen auf den Straßen auf die Ergebnisse der Abstimmung, indem sie „Macron démission“ („Macron tritt zurück“) riefen. Am Abend versammelten sich Demonstranten auf dem Place Vauban und riefen „Macron zurücktreten!“ und „Aux armes“ (Waffen ergreifen), während die Polizei sie zurückdrängte und den Zugang zum Platz blockierte. Barrikaden wurden entlang der Rue de Rivoli errichtet. In Paris verbrannten Demonstranten Gegenstände wie Mülltonnen und Fahrräder.

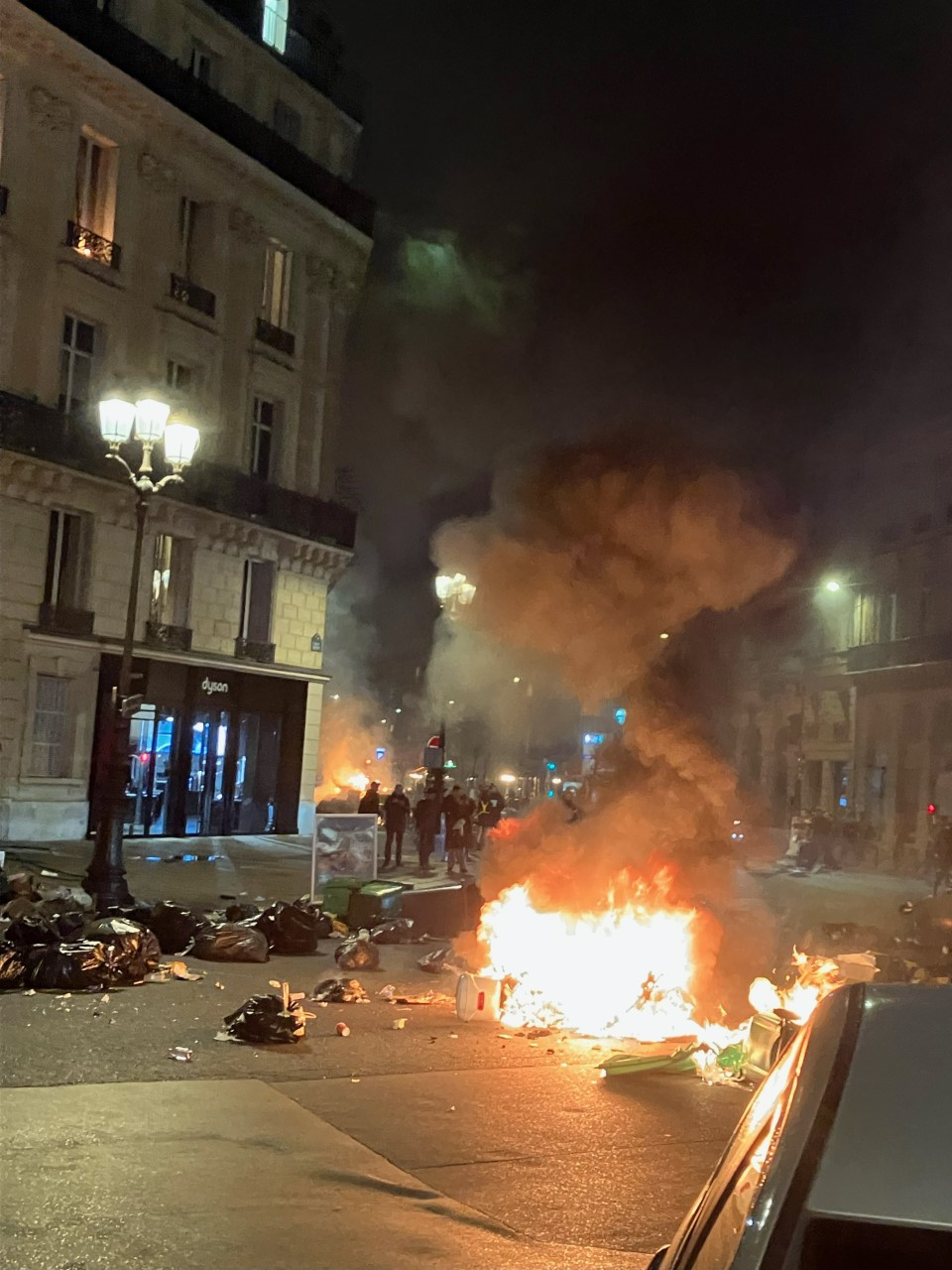
Straßenfeuer auf dem Place de l'Opéra am Abend des 20. März 2023.

CNN berichtete von einer „starken Polizeipräsenz in der Hauptstadt, während die Demonstranten zwischen den Orten hin und her zogen“, wobei die AP den Pariser Polizeichef Laurent Nunez zitierte, der sagte, dass die Gewalt „von Gruppen von bis zu 300 Personen verursacht wurde, die schnell durch die Hauptstadt zogen“. Am Abend wurden in Paris mindestens 70 Menschen festgenommen, später stieg die Zahl auf 234; die meisten wurden wegen des Anzündens von auf den Straßen verstreutem Müll festgenommen.
Reuters berichtete, dass „in einigen der angesehensten Straßen von Paris Feuerwehrleute versuchten, brennende Müllhaufen zu löschen, die aufgrund von Streiks tagelang nicht abgeholt worden waren, während Demonstranten Katz-und-Maus-Spiele mit der Polizei spielten“, und „Gewerkschaften und Oppositionsparteien sagten, sie würden die Proteste verstärken, um eine Kehrtwende zu erzwingen“. Eine Erklärung der CGT besagte, dass „nichts die Mobilisierung der Arbeiter untergräbt“ und forderte die Arbeiter auf, den industriellen Widerstand zu erhöhen und „massiv an rollenden Streiks und Demonstrationen teilzunehmen“. Nunez kündigte an, dass eine interne Untersuchung eingeleitet werde, nachdem ein Video von einem Beamten, der einen Mann schlug, der rückwärts ging und ihn zu Boden fallen ließ, in den französischen sozialen Medien viral ging.
AP sagte, dass die Proteste, die in Städten in ganz Frankreich stattfanden, überwiegend „klein“ und „verstreut“ waren, mit nur einigen wenigen, die sich am späten Nachmittag in Gewalt auflösten. In Bordeaux forderte eine überwiegend junge Gruppe von 200 bis 300 Personen den Rücktritt von Macron. Proteste wurden auch in Dijon und in Straßburg gemeldet, wo Demonstranten die Fenster eines Kaufhauses zertrümmerten. Insgesamt wurden landesweit 287 Personen festgenommen.
Das Büro von Premierministerin Borne kündigte spät am Abend an, dass sie den Text des neuen Gesetzes direkt dem französischen Verfassungsrat zur Überprüfung vorlegen werde und dass sie hofft, dass „alle während der Debatten aufgeworfenen Punkte untersucht werden können“; damit bezog sie sich, wie France 24 sagt, auf die von einigen Abgeordneten erhobenen verfassungsrechtlichen Bedenken hinsichtlich bestimmter Maßnahmen bei der Rentenreform. Gegner der Reformen auf der Linken und der äußersten Rechten haben Anträge auf Überprüfung eingereicht; erst wenn der Verfassungsrat das Gesetz gebilligt hat, kann es formell in Kraft treten, und er kann „Artikel innerhalb der Maßnahme ablehnen, wenn sie nicht mit der Verfassung vereinbar sind“, wobei die Gegner sagen, dass der Text „insgesamt abgelehnt werden sollte“; Bornes Büro fügte hinzu, dass die Überweisung dazu diene, „den Prozess zu beschleunigen“. Darüber hinaus „bekundete die Regierung ihre 'Solidarität'“ gegenüber den 400 Polizeibeamten, die in den letzten Tagen verletzt wurden, von denen allein 42 in der letzten Nacht. Der Verfassungsrat habe einen Monat Zeit, um Einsprüche gegen das Gesetz zu äußern.

### 21. März
Am 21. März gab Macron bekannt, dass er nicht beabsichtigt, die Nationalversammlung für Neuwahlen aufzulösen, die Regierung umzubilden oder ein Referendum für „eine Reform, die er für notwendig hält, um das System zu erhalten“, abzuhalten, noch beabsichtigt er, die Reformen zurückzuziehen. Dies wurde von Premierministerin Borne und Arbeitsminister Dussopt im Parlament bekräftigt. Borne sagte außerdem, die Regierung werde versuchen, die Öffentlichkeit und Gewerkschaften künftig stärker an der Gesetzgebung zu beteiligen, nannte jedoch keine Details dazu, und beide stimmten überein, dass sie „so viel Zeit wie möglich für den Dialog über das Rentengesetz aufgewendet“ hätten. Stattdessen plant Macron, am 22. März ein Fernsehinterview zu geben, um „die Dinge zu beruhigen“ und sich auf weitere Reformen vorzubereiten, die während seiner Amtszeit stattfinden sollen.
Reuters berichtete am 21. März von der Unruhe innerhalb der Parteien, zu denen Macron ausgerichtet oder nahestehend ist, und dass der Präsident nicht „wie gewohnt weitermachen sollte, angesichts von gewalttätigen Protesten und fortlaufenden Streiks, die die schwerwiegendste Herausforderung für die Autorität des Zentrumspräsidenten seit dem 'Gelbwesten'-Aufstand darstellen“. Gilles Le Gendre, ein ranghoher Renaissance-Abgeordneter, sagte, dass „der Präsident, die Regierung und die Mehrheit […] alle geschwächt“ seien und dass „es nicht so ist, dass wir wie gewohnt weitermachen können, nur weil das Gesetz verabschiedet wurde“. Auch Patrick Vignal von Renaissance drängte den Präsidenten unverblümt dazu, das Rentenreformgesetz auszusetzen, wegen „der Wut, die es ausgelöst hat, und seiner tiefen Unbeliebtheit“.
Reuters zitierte Eurointelligence-Analysten, die sagten, Macron habe zwei Möglichkeiten: „so zu tun, als wäre nichts Wesentliches passiert und die Krise sich selbst überlassen oder Zusammenarbeit mit den Willigen in der Versammlung zu verfolgen. Angesichts von Macrons Natur sehen wir ihn eher von der ersten Option angezogen. Eine riskante Wette.“
Am 20. März berichtete CNN, dass „die für die zivile Luftverkehrskontrolle zuständigen Behörden die Fluggesellschaften gebeten haben, 20 % ihrer Flüge für Dienstag und Mittwoch zu stornieren, und Air France vor Flugstornierungen in den kommenden Tagen gewarnt hat“.
Die Polizei "wurde in den frühen Stunden des Dienstags entsandt, um das Ölterminal von Donges zu entsperren…das seit einer Woche von Streikenden besetzt war. Das Ministerium für den Übergang zur Energie "kündigte auch die Requirierung von "drei Mitarbeitern pro Schicht" in einem Öllager in Fos-sur-Mer an", aufgrund von "verschlechterten Versorgungsspannungen". Sie stellten klar, dass "die Requirierung 48 Stunden gültig ist, beginnend am 21. März, falls erforderlich, und sich auf Mitarbeiter bezieht, die für den Betrieb des Lagers unverzichtbar sind".
„Hunderte“ von Arbeitern blockierten den Zugang zu den Gaslagern in einer Stadt nahe Marseille, mit Streiks in mehreren Raffinerien im Westen und Süden Frankreichs, die den Ölversand „teilweise beeinträchtigten“. Streikende Arbeiter gerieten am ExxonMobils Ölraffinerie Fos-sur-Mer mit der Polizei aneinander, als das Ministerium für den Übergang zur Energie ankündigte, dass Mitarbeiter, die für das Depot „unverzichtbar“ sind, zur Arbeit zurückkehren müssten. „Schlägereien brachen aus“, als Protestierende sich den Streikenden in Reaktion auf die Nachricht anschlossen und versuchten, den Zugang zum Gelände zu blockieren. Einige Protestierende warfen „zeitweise Objekte“ wie Steine auf die Polizei, die Tränengas einsetzte, um die Demonstranten zu vertreiben. AP fügte hinzu, dass das Depot Kraftstoff für Tankstellen im Südosten Frankreichs liefert, die derzeit am stärksten von Engpässen betroffen sind; Regierungssprecher Olivier Veran „warnte, dass in den kommenden Tagen weitere Anweisungen für andere Standorte folgen könnten“. In Paris gab die Polizei bekannt, dass sie Müllsammler angewiesen habe, zur Arbeit zurückzukehren, um einen „Mindestdienst“ zu gewährleisten. Dies werde 674 Mitarbeiter betreffen, mit 206 Müllwagen, die wieder im Einsatz seien.
Am 21. März berichtete The Guardian in einem Artikel über die Aktivitäten an einer blockierten Müllverbrennungsanlage in Ivry-sur-Seine, südlich von Paris. Eine „Menge von Studenten versammelte sich, um die Streikenden zu unterstützen“, und es gab nur noch „eine langsame Tröpfchenbewegung sehr weniger Müllwagen“, die täglich passierten. Die Blockade läuft seit mindestens dem 14. März, und einige Streikende und ihre Unterstützer waren im Verlauf der Aktion bereits um 5 Uhr morgens erschienen.
Am Morgen hatte die Polizei den Tolbiac-Campus der Université Paris 1 Panthéon-Sorbonne geräumt, der zuvor von Studierenden blockiert und verbarrikadiert worden war. Ein Teilnehmer erwähnte, dass viele junge Studenten dort von ihren Erfahrungen mit Polizeigewalt gesprochen hatten. Vor der École Duperré-Kunstschule hatten Studenten „eine Barrikade aus Mülltonnen aufgehäuft“, mit Schildern, auf denen stand, dass die Entscheidung, das Rentenalter zu erhöhen, „mit einem neuen Mai 1968“ konfrontiert werden würde; eine befragte Studentin sagte, sie habe zu viel Angst, nachts Opfer von Polizeigewalt zu werden, um zu dieser Tageszeit zu demonstrieren. In Rennes wurden bei einer Protestaktion Barrikaden angezündet.

### 22. März
Zur Mittagszeit gab Macron ein Fernsehinterview, in dem er von Journalisten von TF1 und France 2 befragt wurde. Er bezeichnete die Reform nicht als „Luxus“ oder „Vergnügen“, sondern als „Notwendigkeit“ und betonte, dass er es nicht „genieße“, diese Reform durchzuführen. Er habe jedoch eine Verantwortung, das Thema trotz seiner Unbeliebtheit nicht unbeachtet zu lassen. Zu den Protesten sagte er, dass die Demonstranten das Recht hätten, auf die Straße zu gehen und ihre Wut berücksichtigt worden sei, es aber nicht akzeptabel sei, wenn sie ohne jegliche Regeln zur Gewalt griffen. Er betonte, dass er weiterhin Vertrauen in Premierminister Borne habe und bedauerte, dass er die Menschen nicht von der Notwendigkeit der Reform überzeugen konnte.
Die Gewerkschaftsführer der CGT und CFDT reagierten darauf. Philippe Martinez von der CGT nannte das Interview „abwegig“ und warf Macron vor, „Millionen von Demonstranten für dumm zu verkaufen, indem er behauptet, dass seine Reformen die einzige Alternative seien“. Er fügte hinzu, dass „die beste Antwort, die wir dem Präsidenten geben können, darin besteht, dass morgen Millionen von Menschen im Streik und auf der Straße sind“, während Laurent Berger von der CFDT Macron beschuldigte, „Geschichte umzuschreiben und zu lügen, um sein Scheitern, eine Mehrheit im Parlament zu sichern, zu verbergen“, insbesondere in Bezug auf seine Äußerungen, dass die Gewerkschaften keine Alternative zum Gesetzentwurf angeboten hätten. Berger wurde zitiert, dass er den Präsidenten „gerügt“ hat, weil er versuchte, den Rentenstreit als Streit „zwischen einem Verantwortungsvollen und einer Gruppe von Verantwortungslosen“ darzustellen. Marine Le Pen sagte, dass sie „keine Rolle dabei spielen werde, das Feuer zu löschen“, da der Präsident der einzige sei, der die Schlüssel zu einer politischen Krise habe, die er selbst geschaffen habe. Sie wies darauf hin, dass das Interview während der Mittagsnachrichten ausgestrahlt wurde, die hauptsächlich von Rentnern gesehen werden - die laut Reuters „die einzige Bevölkerungsgruppe sind, die nicht komplett gegen die Reform eingestellt ist“ - als Beispiel für Macrons „Verachtung für Arbeiter“ und wie „er alle Franzosen beleidigt, im Allgemeinen alle, die protestieren“.
Während einer Demonstration in Nizza und Toulouse blockierten streikende Arbeiter kurzzeitig Züge.
Zusätzlich wurde berichtet, dass aufgrund von Blockaden von Ölraffinerien 13 % der Tankstellen unter Treibstoffknappheit leiden und dass „fast die Hälfte der Zapfsäulen im Département Bouches-du-Rhôneleer sind“. Gewerkschaften sagten auch voraus, dass „bis zu der Hälfte der Grundschullehrer im Rahmen des Aktionstags am Donnerstag in den Streik treten würden, aber Demonstrationen am Mittwoch fortgesetzt wurden, einschließlich vor dem südlichen Hafen von Marseille-Fos“. News.com.au berichtete, dass „große Treibstoffknappheit auch Service-Stationen im ganzen Land beeinträchtigt, da Protestierende wichtige Orte blockieren. Mit den größten landesweiten Protesten in der Geschichte Frankreichs, die in dieser Woche an mehr als 200 separaten Orten stattfanden.“

### 23. März
Die CGT hatte am 16. März angekündigt, dass die Gewerkschaften für den 23. März einen weiteren Tag des Streiks und der Demonstrationen planten, den neunten Tag landesweiter Industrieaktionen seit Beginn der Rentenreformstreiks. Die größte Protestaktion wurde in Paris erwartet, wo Demonstranten um 14 Uhr von der Place de la Bastille aus starten und durch die Stadt über die Place de la République marschieren sollten, um um 19 Uhr auf der Place de l'Opéra anzukommen.

#### Streiks
Die öffentlichen Verkehrsmittel waren aufgrund der Streiks stark beeinträchtigt. Nur zwei U-Bahn-Linien in Paris fuhren normal. Gegen Ende des Vormittags gab es große Beeinträchtigungen im Zugverkehr in ganz Frankreich. Die SNCF gab bekannt, dass nur ein Drittel der regionalen TER-Züge und die Hälfte der TGV- oder Ouigo-Verbindungen verkehrten. Auf den Bahngleisen am Bahnhof Gare de Lyon demonstrierten mehrere hundert Gewerkschaftler und Streikende. Eine inoffizielle Protestaktion vor Terminal 1 am Flughafen Charles de Gaulle blockierte den Fahrzeugverkehr. Die Generaldirektion der Zivilluftfahrt warnte vor Flugstörungen an den Flughäfen Paris-Orly, Marseille-Provence, Lyon und Toulouse. Etwa 30 % der Flüge am Flughafen Paris-Orly wurden gestrichen und es wurde erwartet, dass die Flugdienste über das Wochenende reduziert werden.
Die Gewerkschaft Snuipp-FSU gab bekannt, dass 40–50 % der Grundschullehrer im Streik waren, mit starken Ausständen in Paris und Departéments wie Bouches-du-Rhône, Pyrénées-Orientales und Haute-Vienne. Das Bildungsministerium gab an, dass etwa 24 % der Grund- und Mittelschullehrer sowie 15 % der Lehrer an weiterführenden Schulen ihre Arbeit niedergelegt haben. Auch die Aufsichtspersonen von Prüfungen traten in den Streik und störten die Baccalauréat-Prüfungen, wodurch über eine halbe Million Schüler betroffen waren.
Die Arbeiter stimmten für einen Streik am LNG-Terminal in Dunkirk, wodurch die Produktion auf das Minimum reduziert wurde. Infolge der Blockaden von Raffinerien und Depots hatten 14 % der Tankstellen einen Mangel an mindestens einer Art von Kraftstoff, und 7 % lagen trocken. Die Auswirkungen variierten landesweit, Berichte deuteten darauf hin, dass 40 von 96 Departements betroffen seien, insbesondere im Norden in der Bretagne und in der Normandie sowie an der Mittelmeerküste. Die Regierung schrieb eine Mindestbesetzung in allen Depots vor.
Der Eingang zur Universität Paris-Panthéon-Assas, die weithin als die beste juristische Fakultät Frankreichs angesehen wird, wurde blockiert. France 24 kommentierte dies als „ein Zeichen dafür, wie breit die Protestbewegung geworden ist“. Große Touristenattraktionen wie der Eiffelturm, der Arc de Triomphe und das Schloss Versailles waren für die Öffentlichkeit geschlossen.

#### Proteste
| Stadt                       | Protestierende am 23. März laut Polizei |
| --------------------------- | --------------------------------------- |
| Paris (Île-de-France)       | 119.00                                  |
| Toulouse (Okzitanien)       | 30.000                                  |
| Nantes (Pays de la Loire)   | 25.000                                  |
| Rennes (Bretagne)           | 22.200                                  |
| Lyon (Auvergne-Rhône-Alpes) | 22.000                                  |

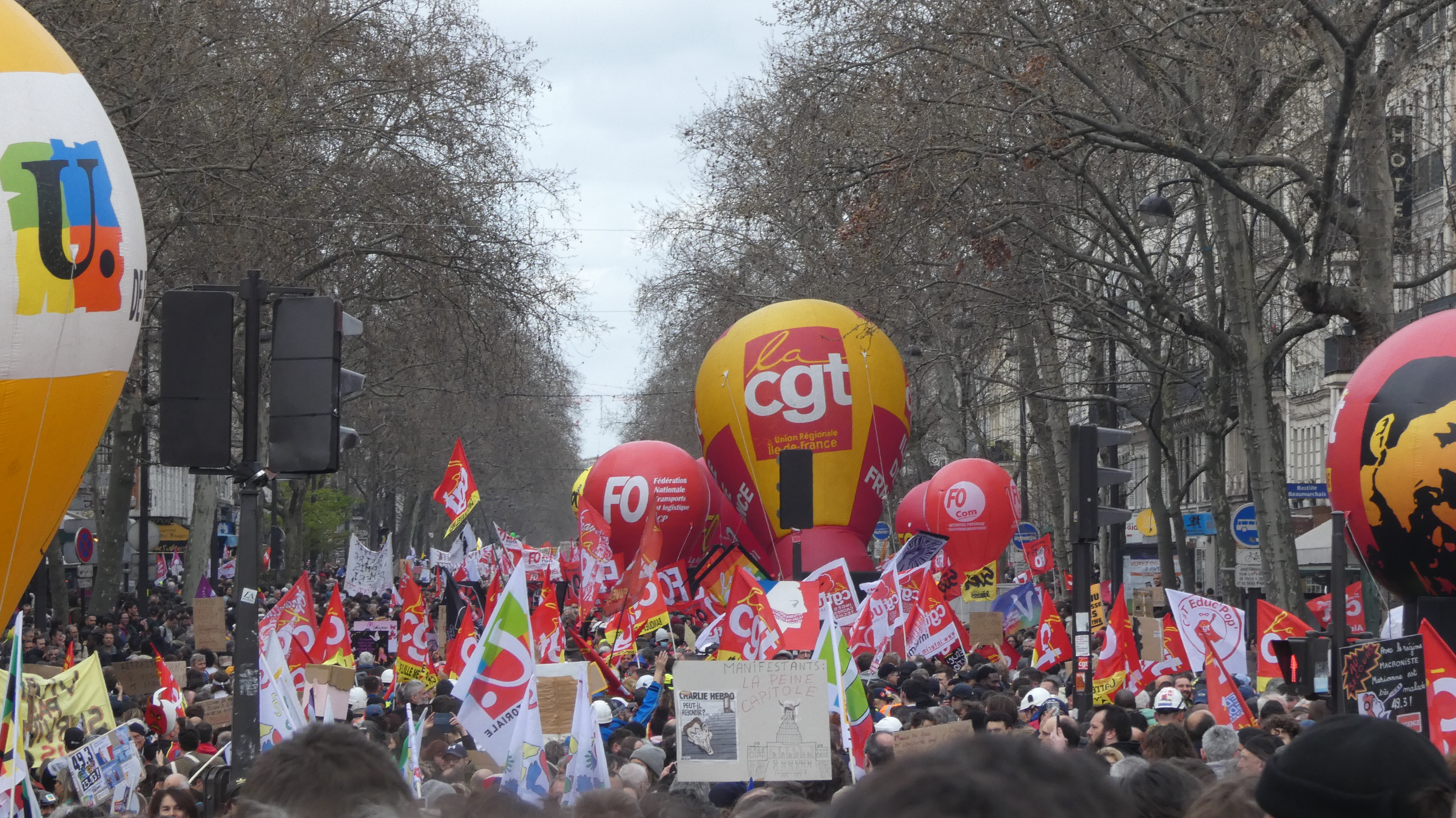
Demonstranten mit Flaggen und Ballons verschiedener Gewerkschaften in Paris am 23. März 2023.

The Independent berichtete, dass „über 12.000 Polizeibeamte in den französischen Straßen, davon 5.000 in Paris, Position bezogen haben, da sich die Behörden auf die größte Streikaktion vorbereiten“.
Die Zahlen der Demonstranten variieren. Das Innenministerium gab an, dass bis zu 1,08 Millionen Menschen an Protesten in ganz Frankreich teilgenommen haben, darunter 119.000 in Paris; letzteres ist die höchste Zahl, die seit Beginn der Streiks und Proteste im Zusammenhang mit den Reformen im Januar in Paris protestiert haben. Die CGT-Gewerkschaft behauptete jedoch, dass landesweit 3,5 Millionen Menschen und in Paris 800.000 Menschen demonstrierten.
Die Demonstrationen in Paris begannen um 14 Uhr Ortszeit auf der Place de la Bastille. ITV News berichtete am frühen Nachmittag, dass es „derzeit der Ort einer großen Demonstration“ sei, und dass „riesige Menschenmengen in den großen Städten Marseille, Lyon, Paris und Nantes begonnen haben zu marschieren, während mehr als 250 Proteste im ganzen Land organisiert wurden“.

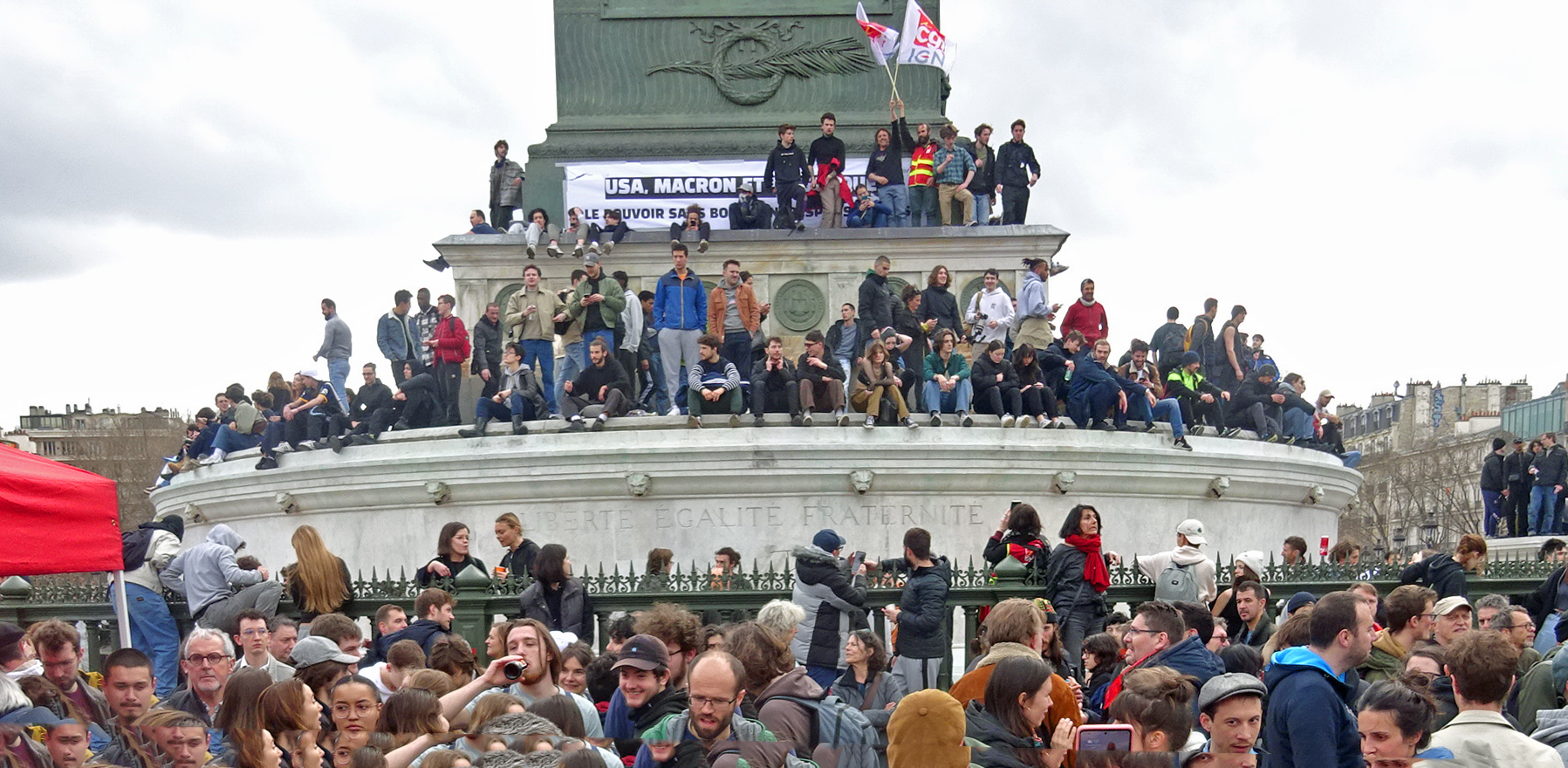
Demonstration gegen die Rentenreform 2023 in Paris. Die Demonstranten haben die Julisäulebesetzt.

Philippe Martinez, der Chef der CGT-Gewerkschaft, sagte zu Beginn einer Kundgebung in Paris, dass „es gibt viel Wut, eine explosive Situation“ herrsche, während Reuters behauptete, dass Gewerkschaftsführer „zur Ruhe aufgerufen haben, aber wütend auf Macrons provokative Äußerungen waren“. Plakate entlang der Demonstrationsroute in Paris forderten eine Rückkehr zum Rentenalter von 60 Jahren und stellten Macron als Ludwig XVI. dar. Es wurde von einer starken Streitmacht von „schwer bewaffneten Polizeieinheiten“ berichtet. Um etwa 14:40 Uhr GMT behauptete der Journalist Lewis Goodall, dass „die Hauptdemonstrationsroute [in Paris] voll ist, [sodass] sie in jede Seitenstraße strömen“. Er zitierte die Behauptungen der CGT-Gewerkschaft, dass 800.000 Menschen in Paris demonstrierten. Um etwa 16:05 Uhr GMT twitterte er, dass laut französischem Fernsehen bisher 14 Personen festgenommen wurden, vermutlich in Paris.

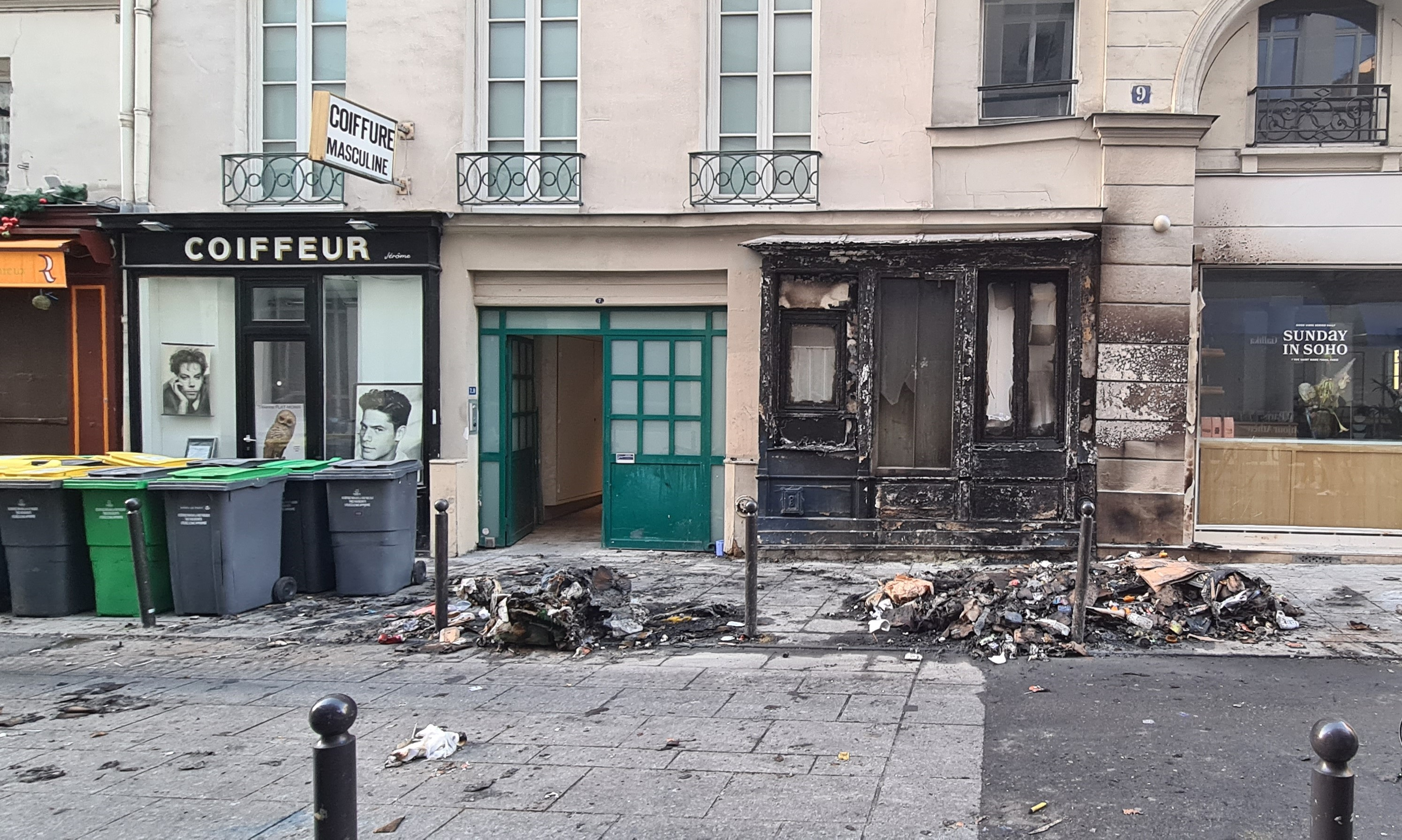
Am 23. März brandgeschädigte Fassade in der Rue Saint-Marc im 2. Arrondissement von Paris.

Die BBC News berichtet, dass „der überwiegende Teil“ der Proteste „ohne Gewalt verlief“, aber am Nachmittag „gewalttätige Zusammenstöße“ in Teilen von Paris gemeldet wurden, als die Riot-Polizei Tränengas einsetzte, nachdem 'Black Bloc'-Demonstranten berichtet wurden, dass sie Feuerwerkskörper, Flaschen und Steine auf die Polizei warfen und Mülltonnen in Brand setzten. Es wurde auch beobachtet, wie die Riot-Polizei auf den Grands Boulevards Schlagstöcke einsetzte. Zu anderen Zeiten entzündeten Brände in den Straßen einige der ungesammelten Müllhaufen, mit einigen kleinen Bränden, die „von der Kreuzung Rue Saint-Fiacre und Boulevard Poissonnière aus sichtbar waren“.
Am späten Nachmittag eskalierten die Zusammenstöße zwischen Polizei und Demonstranten in Paris. Auf dem Boulevard Bonne Nouvelle berichtete BFMTV, dass sich „die Atmosphäre komplett verändert“ habe und dass „wir nicht erwartet hatten, dass es so schnell aus dem Ruder läuft“. BFMTV berichtete auch, dass es mindestens 350–400 'Black Bloc'-Demonstranten gab, die „große“ Feuerwerkskörper einsetzten und gelegentlich ein McDonald's-Restaurant in Straßburg-St. Denis ins Visier nahmen. Ein Reporter behauptete, dass die Polizei Tränengas einsetzte, um die Menschenmenge zurückzudrängen, aber es sei aufgrund der großen Anzahl von Protestierenden unwirksam gewesen. Die Polizei schätzte, dass 1.000 Demonstranten an Gewalt beteiligt waren.
Um 17 Uhr Ortszeit hatten sich Demonstranten in Paris auf dem Place de l'Opéra versammelt. Feuerwerkskörper und brennende Mülltonnen wurden auf der Avenue de l'Opéra gemeldet. Gegen 17:20 Uhr wurde berichtet, dass Polizeimotorräder im Opernbereich angekommen seien. Die als Motos Brav-M bekannte Einheit ist eine „umstrittene Polizeieinheit“, da „einige ihr den Einsatz von übermäßiger Gewalt vorwerfen“. Sie wurden ausgebuht und ausgepfiffen, als sie „weiter unten auf dem Boulevard de l'Opéra vorbeifuhren“. Gegen 18 Uhr „lösten sich die meisten Menschen auf“, aber „geringe Zusammenstöße zwischen Polizei und kleinen Gruppen von Randalierern, die Steine werfen und Feuer entfachen“ hielten an. Bis zu 5.000 Sicherheitskräfte waren in Paris für den Tag im Einsatz.
Im ganzen Land waren 320 Proteste geplant, wobei die größten Demonstrationen in den südlichen Städten Marseille, Nizza und Toulon stattfanden; in den ersten beiden demonstrierten „Tausende von Protestierenden“. Der Hafen von Marseille wurde für den zweiten aufeinanderfolgenden Tag von Demonstranten blockiert. In Lyon haben „hunderte von Eisenbahnarbeitern, Studenten und anderen die Gleise besetzt und den Zugverkehr gestört“. In der Normandie kamen „tausende“ in Rouen, Caen, Le Havre und Dieppe zusammen. In Rouen setzte die Polizei Tränengas gegen einige Protestierende ein, die Steine warfen, und in Rennes setzte sie sowohl Tränengas als auch Wasserwerfer ein, als „einige vermummte Protestierende“ Barrikaden errichteten. In Nizza versammelten sich Protestierende im Stadtzentrum, bevor sie zum Flughafen marschierten und eine Blockade bildeten.
Yahoo! zitierte lokale Medien, die angaben, dass fast 10.000 Menschen in Tours marschierten, wo Protestierende die Zugstrecken blockierten und den Zugverkehr störten. Rauch stieg auf von brennendem Schutt, der den Verkehr auf einer Autobahn in Toulouse blockierte, während „wilde Streiks kurzzeitig Straßen in anderen Städten blockierten“. Die Polizei setzte Tränengas gegen Protestierende in Nantes ein, wo auch „eine Gruppe von Aktivisten das Verwaltungsgericht gestürmt hat“, und in Rennes wurden Wasserwerfer eingesetzt.
In Lorient wurde in einer lokalen Zeitung berichtet, dass Projektile in den Hof der Polizeistation geworfen wurden und einen „kurzen Brand“ auslösten, wobei behauptet wurde, dass mehrere Polizeibeamte „gewaltsam angegriffen“ worden seien. Auch ein örtliches Präfekturbüro in der Stadt sei angegriffen worden, wobei The Times behauptete, dass Aktivisten „versuchten, ein Regierungsgebäude zu stürmen und die Polizeistation der Stadt in Brand zu setzen“. Innenminister Gérald Darmanin antwortete auf Twitter: „Die Angriffe auf die Unterpräfektur und die Polizeistation in Lorient sind inakzeptabel. Gedanken bei den verletzten Beamten. Diese Taten dürfen nicht ungestraft bleiben.“
Laut einem Bericht der Zeitung The Independent wurden auf Social Media mehrere Videos veröffentlicht, die zeigten, wie Lastwagen in mehreren Städten Reifen, Abfall und Mist vor den Rathäusern abladen, während Demonstranten Barrikaden aus brennendem Holz und Reifen errichteten und Parolen riefen.

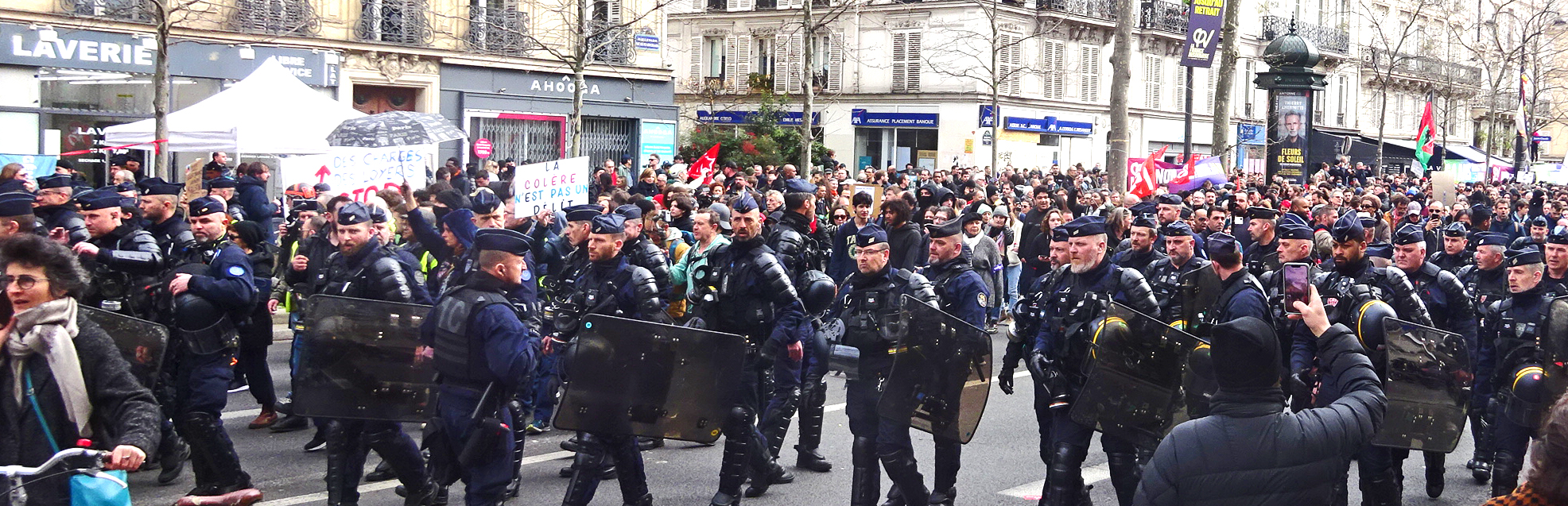
Polizeieinsatz gegen die Proteste am 23. März in Paris.

Beim Protest wurde das Palais Rohan in Bordeaux in Brand gesetzt, wobei die Eingangstür beschädigt wurde. Das Feuer wurde jedoch schnell von Feuerwehrleuten gelöscht.
Am Abend gab Innenminister Darmanin eine Erklärung ab, in der er behauptete, dass einige Demonstranten versucht hätten, Polizisten zu töten. Laut BBC News und France 24 sagte er, dass bundesweit 123 Polizisten verletzt worden seien, während ein unabhängiger Journalist behauptete, dass er in Paris allein 149 verletzte Polizisten bestätigte. In Paris wurde ein Beamter „bewusstlos weggezogen, als er und seine Kollegen unter Beschuss von Feuerwerkskörpern und anderen Geschossen gerieten. Der Beamte schien am Kopf getroffen worden zu sein“. In Rouen soll eine junge Frau ihren Daumen verloren haben, nachdem sie von einer „Flash-Ball“-Granate getroffen wurde, die von der Polizei eingesetzt wurde, um die Demonstranten zu zerstreuen. Der Abgeordnete Damien Adam, Abgeordneter der Renaissance für Rouen, sagte, dass dies „klar inakzeptabel“ sei und er eine polizeiliche Untersuchung fordere, um herauszufinden, was passiert sei. Die Polizei bestätigte, dass zwei Beamte verletzt wurden, nachdem ihnen Geschosse entgegengeworfen wurden. LFI-Beamte haben „beschwert, dass sechs Demonstranten durch Tränengas und Blendgranaten der Polizei verletzt wurden und wollen wissen, welche Anweisungen die Beamten erhalten haben“.
Darmanin behauptete, dass bisher über 80 Personen festgenommen worden seien. Abends gab es einen Mangel an Feuerwehrleuten, so dass die Anwohner selbst Brände löschen mussten; Darmanin behauptete, dass in Paris 140 Brände gelöscht werden mussten, von denen zum Zeitpunkt der Erklärung noch 50 brannten (ca. 20:30 Uhr).
Am Nachmittag sprachen die Gewerkschaftsführer Berger und Martinez. Berger appellierte an die Gewaltlosigkeit und forderte „den Respekt vor Eigentum und Menschen“ sowie „gewaltfreie Aktionen, die das tägliche Leben der Menschen nicht beeinträchtigen“. Martinez behauptete, Macron werde für die Handlungen der Demonstranten verantwortlich gemacht und sagte, er habe „einen Kanister Benzin ins Feuer geworfen“. Hugh Schofield von BBC News sagte, dass Gewerkschaften und Linke „den Tag als Erfolg betrachten, mit einer erneut großen Anzahl von Menschen, die ihre Ablehnung des Rentenreformgesetzes von Macron zeigen“.

### 28. März

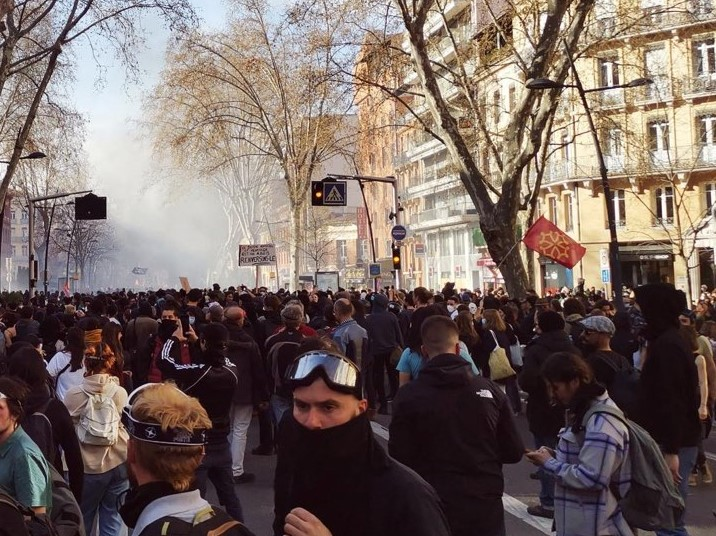
Demonstrierende in Toulouse bei Protesten am 28. März 2023.

Am 28. März wurde der zehnte Protesttag von der französischen Regierung auf 740.000 Teilnehmer geschätzt, während Gewerkschaften von 2 Millionen Teilnehmern sprachen. Premierminister Borne lehnte eine förmliche Vermittlung ab, stimmte jedoch Gesprächen mit acht führenden Gewerkschaftsführern in der folgenden Woche zu, als ein elfter Protesttag geplant war.

### 6. April
Die Sitzung der Gewerkschaftsführer mit Borne am 5. April endete nach etwa einer Stunde, nachdem beide Seiten darauf bestanden hatten, dass die Rentenreform entweder aufgehoben oder beibehalten werden müsse. Gewerkschaftsführer, die die Sitzung verließen, forderten einen elften Tag der Proteste am folgenden Tag. Laut französischen Behörden wurden zwischen 600.000 und 800.000 Demonstranten erwartet, darunter 60.000 bis 90.000 in Paris. Laut dem französischen Innenministerium wurden 111 Verhaftungen vorgenommen und 154 Polizeibeamte verletzt. Demonstranten setzten das Café de la Rotonde, eines von Macrons Lieblingsrestaurants, in Brand, und andere stürmten die Pariser Hauptquartiere der global verflochtenen Investmentbanken und Vermögensverwalter BlackRock und Natixis, die die protestierenden Franzosen für die neoliberale Politik der Regierung verantwortlich machen.

### 14. April
Am 14. April verkündete der Verfassungsrat sein Urteil zum Rentengesetz und erklärte es entgegen der Forderungen der Gewerkschaften für verfassungsgemäß. Vor der öffentlichen Bekanntgabe hatte die französische Premierministerin Élisabeth Borne gesagt, dass der Vorschlag „dem Ende seines demokratischen Prozesses“ entgegengehe und dass es „keine Gewinner oder Verlierer“ gebe. Macron unterzeichnete das Gesetz noch am selben Tag. Arbeitsminister Olivier Dussopt sagte, dass die Regierung bereits hart daran arbeite, die Änderungen bis zum 1. September umzusetzen. Vor der Entscheidung des Verfassungsrates lud Macron Gewerkschaften zu einem Treffen ein. Die Gewerkschaften lehnten Macrons Einladung ab und riefen zu neuen Massenprotesten am 1. Mai, dem Internationalen Tag der Arbeit, auf.

### 17. April
Am 17. April gelobte Macron mit einem Aktionsplan in den nächsten 100 Tagen den Zorn über die Rentenreform zu verringern. Macron hatte auch den Ärger über die steigenden Preise für Jobs anerkannt, die „vielen Franzosen nicht erlauben, gut zu leben“. Macron erklärte auch, dass er wollte, dass die Premierministerin Élisabeth Borne Maßnahmen in Bezug auf Arbeit, Rechtsstaatlichkeit, Bildung und Gesundheitszustände und -fragen ergreift.

### 19. April
Während Emmanuel Macrons Tour durch Frankreich versammelten sich Protestierende in Muttersholtz, trugen CGT-Westen und hielten unfreundliche Schilder und Banner, einschließlich eines Banners, das damit drohte, die bevorstehenden Olympischen Sommerspiele 2024 abzusagen, wenn Macron die Rentenreform nicht zurückzieht. Die Demonstranten, die Töpfe und Pfannen schlugen, um gehört zu werden, wurden von der Polizei in zahlreichen Orten im ganzen Land zurückgedrängt.

### 20. April
Auf seiner Tour durch das Land wurde Emmanuel Macron in Sélestat, im Elsass, von einer Menschenmenge ausgebuht. Einige Einheimische forderten, dass Macron zurücktreten solle, und manche verspotteten ihn. Macron bemerkte, dass diese Vorfälle ihn nicht davon abhalten würden, Besuche in ganz Frankreich zu machen.

### 1. Mai
Nach dem Aufruf zu massiven neuen Protesten am Internationalen Tag der Arbeit kam es am 1. Mai zu Zusammenstößen zwischen Demonstranten und Sicherheitskräften. Der französische Präsident Emmanuel Macron wurde bei seiner Tour durch das Land mit Töpfen und Pfannen begrüßt und weiterhin ausgebuht. Während der Tour dankte Macron den französischen Arbeitern für ihren Beitrag zum Land, erwähnte jedoch nicht die nicht nachlassenden Proteste. Darstellungen von Präsident Macron und Innenminister Gérald Darmanin wurden in ganz Frankreich geschändet oder verbrannt. In Paris wurden Fenster von Finanz- und Immobilienspekulanten zerstört und es wurden Gegenstände auf die Polizei geworfen - einschließlich eines Beamten, der von einem Molotow-Cocktail getroffen wurde und schwere Verbrennungen an Gesicht und Händen erlitt. In den Städten Toulouse und Nantes wurde Tränengas von Polizisten gegen die Bevölkerung eingesetzt und in Nantes, Lyon und Marseille kam es zu Sachbeschädigungen. An diesem Tag protestierten laut den Protestorganisatoren 2,3 Millionen Menschen, während von den französischen Behörden 800.000 Demonstranten geschätzt wurden. 108 Polizeibeamte wurden bei den Zusammenstößen verletzt, 19 davon schwer in Paris, und 291 Demonstranten wurden festgenommen.

### 2. Mai
Nach den Maikundgebungen haben die französischen Gewerkschaften am 2. Mai einen neuen landesweiten Protesttag gegen Macrons Rentenreform angekündigt und die zukünftigen Proteste auf den 6. Juni festgelegt. Die nächste Runde markiert die 14. Welle von Protesten seit der Unterzeichnung der Reform. Die Regierung antwortete, dass sie „vorwärtskommen“ und sich anderen Themen widmen wolle und erklärte, dass sie die Gewerkschaften zu Gesprächen einladen werde, um ihre Ablehnung der Rentenreform zu bekräftigen und Vorschläge zur Verbesserung der Arbeitsbedingungen auszuarbeiten.

### 3. Mai
Am 3. Mai lehnte der französische Verfassungsrat einen zweiten Antrag auf eine Volksabstimmung über die Rentenreform ab. Der Rat gab eine Erklärung ab, in der er erklärte, dass das vorgeschlagene Referendum die rechtlichen Kriterien, die in der Verfassung definiert sind, nicht erfüllt habe und auch die erforderliche Reform in Bezug auf die Sozialpolitik nicht berücksichtigt habe. Als Folge davon kam es zu Protesten, einschließlich einiger im Finanzviertel von Paris. Während die Proteste weitergingen, forderte Nasser Kanaani, Sprecher des iranischen Außenministeriums, die französische Regierung auf, Gewalt gegen Demonstranten zu vermeiden.

### 8. Mai
Während Macron den Tag des Sieges feierte, verbot die Polizei in Paris und Lyon Versammlungen. In Lyon wurden mehrere Straßen für den Verkehr gesperrt, der öffentliche Verkehr wurde unterbrochen und einige Parkplätze wurden blockiert. Trotz dieser Einschränkungen kam es zu Protesten und Lärm mit Töpfen und Pfannen, worauf die Polizeibehörden mit Tränengas angriffen. Es kam auch zu Zusammenstößen im Gefängnis Montluc, wo Macron einen französischen Widerstandskämpfer, Jean Moulin, Respekt erweisen wollte, als Demonstranten versuchten, eine Polizeiabsperrung zu durchbrechen, die eingesetzt worden war, um sie vom französischen Präsidenten fernzuhalten.

## Auswirkungen und Analyse

### Bedenken aufgrund der Gewalt

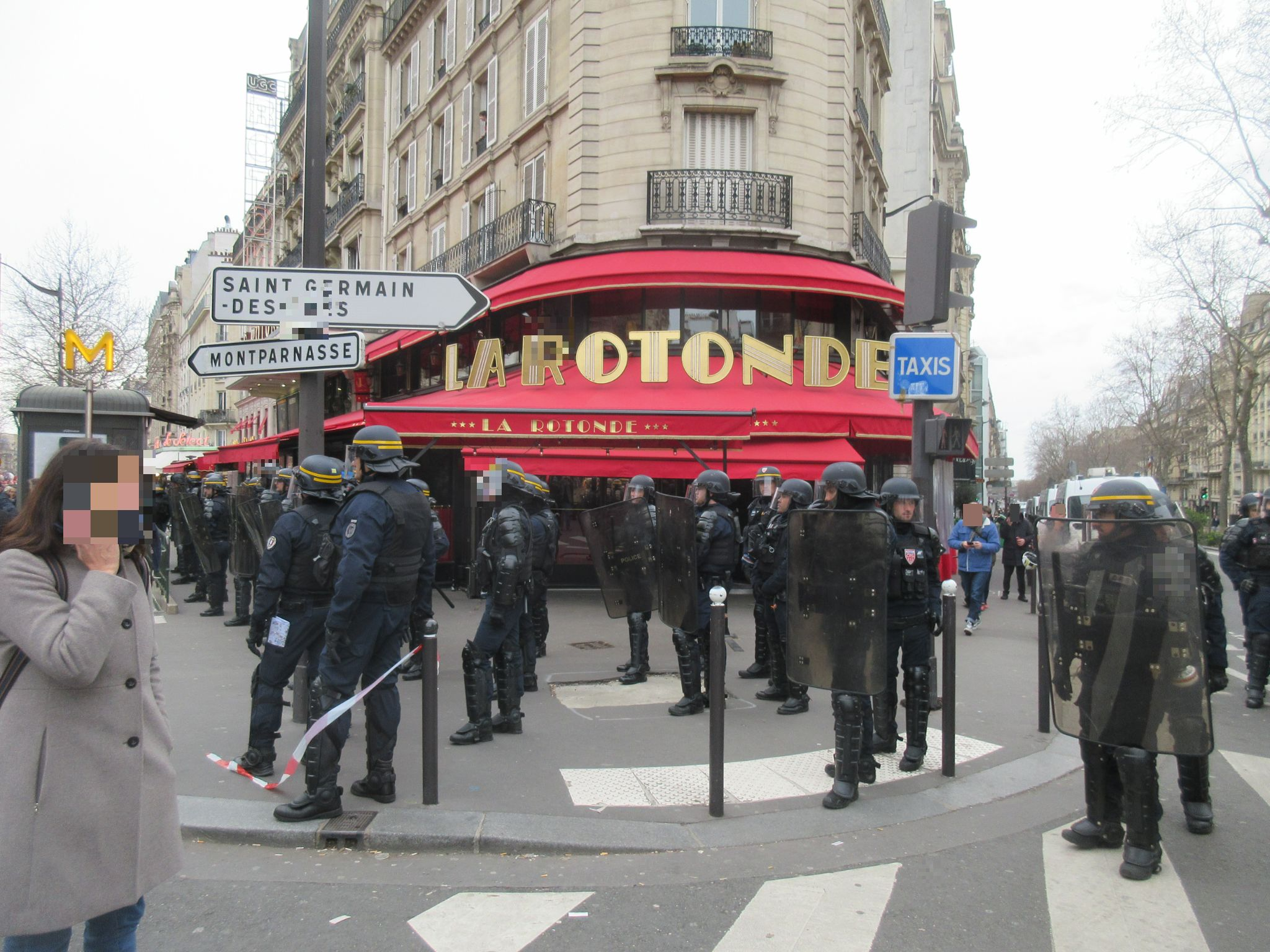
Die Compagnies Républicaines de Sécurité bewachen das Café de la Rotonde in Paris am 15. März.

Mehrere Medien und Gewerkschaften haben sich besorgt über die zunehmende Gewalt bei den Protesten geäußert, insbesondere in den Tagen seit der Regierung die Artikel 49:3 in Anspruch genommen hat, wobei Vergleiche zu den Gilets jaunes-Protesten in den ersten Jahren von Macrons Präsidentschaft gezogen wurden. Am 19. März kommentierte The Guardian, dass die Polizei sich auf eine Woche unberechenbarer, spontaner Proteste in Städten und kleinen Städten in ganz Frankreich vorbereitet und die Stimmung der Wut mit dem Beginn der Gelbwestenbewegung vergleichbar war. Am 20. März äußerte Reuters ebenfalls, dass der Ton der Proteste in den letzten Tagen verschlechtert habe und an die Gelbwestenproteste erinnere. Euronews behauptete am 21. März, dass „Regierungsvertreter und Beobachter befürchten, dass Frankreich wieder auf eine weitere Runde gewalttätiger Anti-Regierungsproteste zusteuert“. Am 22. März beschrieb Reuters, dass „die Proteste gegen das Gesetz seit Januar riesige Menschenmassen in von Gewerkschaften koordinierte Kundgebungen angezogen“ haben, von denen die meisten friedlich waren. Es habe sich aber die Wut aufgestaut, seit die Regierung das Gesetz in der vorherigen Woche ohne Abstimmung im Parlament durchgedrückt hat. „Die letzten sechs Nächte haben heftige Demonstrationen in ganz Frankreich gesehen, mit brennenden Mülltonnen und Auseinandersetzungen mit der Polizei“.
Der Leiter der Gewerkschaftsunion UNSA, Lauren Escure, gab zu, dass „wenn so viel Wut herrscht und so viele Franzosen auf der Straße sind, die radikaleren Elemente das Wort ergreifen“, und dass es nicht etwas sei, was sie wollten, aber unvermeidlich sei. Er sagte AFP, dass es „vollständig die Schuld der Regierung“ sei. Die Leiter von zwei „gemäßigten“ Gewerkschaften, Cyril Chabanier von CFTC und Laurent Berger von CFDT, äußerten Bedenken. Cabanier sagte, dass der Eindruck entstehe, dass „Gewalt nur zahlt“, und dass es „einige Menschen gibt, die sehr wütend sind, [und] die Wut zu einer stärkeren Radikalisierung führt und die Radikalisierung leider zur Gewalt führt“. Berger hat die Regierung laut France 24 davor gewarnt, dass Proteste gewalttätiger werden könnten, wenn diejenigen, die protestieren, das Gefühl haben, dass die Gelbwesten „mit Gewalt mehr erreicht haben als etablierte Gewerkschaften mit ihren friedlichen Massendemonstrationen“. Berger sagte dem Radiosender RMC, dass neben seiner Forderung, die Reformen „zurückzuziehen“, die CFDT „Gewalt verurteile“. Dennoch fügte er hinzu: „Schaut auf die Wut. Sie ist sehr stark, sogar in unseren Reihen“.
Am 19. März berichtete The Guardian, dass neben der Verwüstung des Büros des Leiters der Partei Les Republicans (die den Erfolg des Misstrauensvotums verhindert haben) auch andere Abgeordnete der Partei „hunderte von bedrohlichen E-Mails pro Tag“ erhielten. Frédérique Meunier sagte gegenüber BFM TV, dass es so sei, „als wollten sie uns morgen enthaupten“, und dass die empfangenen E-Mails „Belästigung gleichkamen“. Die Wahlkreisbüros der Abgeordneten von Renaissance - Macrons Partei - wurden ebenfalls angegriffen.

### Streik der Müllabfuhren

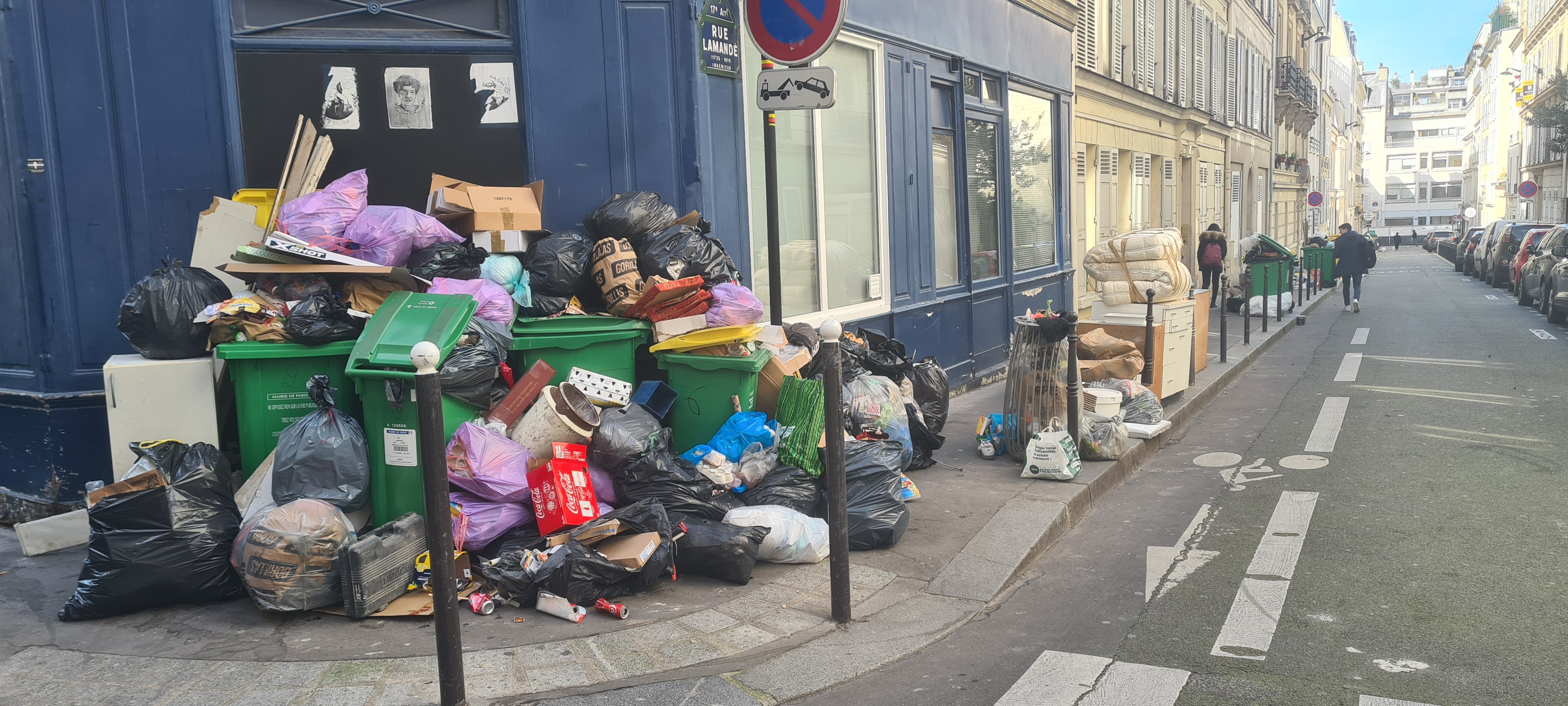
Haufen an nicht abgeholtem Müll an einer Straßenecke in Paris am 16. März 2023.

Am 6. März begann ein Streik der Müllabfuhr, der auch eine Blockade der Müllverbrennungsanlagen in der Stadt einschloss. Ursprünglich auf neun Tage angesetzt, wurde er am 15. März um weitere fünf Tage verlängert. Am 15. März standen „Müllwagen bei Deponien still und mindestens drei Müllverbrennungsanlagen in der Pariser Region waren stillgelegt“.
Die Auswirkungen des Streiks haben dazu geführt, dass Tausende Tonnen Müll auf den Straßen von Paris nicht abgeholt wurden. Am 17. März wurde geschätzt, dass die Menge 10.000 Tonnen betrug, gegenüber 7.600 Tonnen zu Beginn der Woche. Innenminister Gérald Darmanin sagte, dass „Streikende im Rahmen von Notfallbefugnissen, die für die Sicherung wesentlicher Dienste ausgelegt sind, zurückkehren müssen“. Ab dem Morgen des 17. März sagte er dem Radiosender RTL, dass „Requisitionen funktionieren und Mülltonnen geleert werden“, obwohl dies von einem Mitarbeiter der Pariser Bürgermeisterin Anne Hidalgo bestritten wurde. Hidalgo hat trotz der Bemühungen der Regierung, sie zu brechen, ihre Unterstützung für die Streikenden aufrechterhalten, und die stellvertretende Bürgermeisterin, Colombe Brossel, bemerkte, dass „jede Forderung, die Streikenden zur Arbeit zurückzuzwingen, ein Angriff auf das verfassungsmäßige Streikrecht wäre“.
Die städtischen Müllsammler von Paris begannen zwölf Tage zuvor ihren Streik und die Blockade der städtischen Müllverbrennungsanlagen; die vorgeschlagenen Rentenreformen würden das Rentenalter von 57 auf 59 Jahre anheben. Die Müllsammlung in Paris ist etwa zur Hälfte zwischen ihnen und privaten Unternehmen aufgeteilt, die trotz des Streiks in Betrieb blieben, wobei einige Verträge zur Abholung des Mülls in den am stärksten betroffenen Gebieten übernahmen; wie zum Beispiel im neunten Bezirk, dessen Bürgermeisterin Delphine Burkli vorschlug, „die Armee einzusetzen, um die Straßen zu säubern“.
Müllsammlerstreiks betrafen auch Antibes, Rennes und Le Havre.
Am 18. März sagte die Bürgermeisterin des 12. Arrondissements von Paris, Emmanuelle Pierre-Marie, dass die Priorität auf den Nahrungsmittelabfällen in den Straßen liege - die AP beschrieb den „nicht eingesammelten Müll“ als „visuelles und olfaktorisches Symbol der Maßnahmen zur Bekämpfung des Rentenreformplans des Präsidenten“ - „weil es das ist, was Schädlinge an die Oberfläche bringt“ und dass sie „sehr sensibel für die Situation sind. Sobald wir einen Müllwagen zur Verfügung haben, geben wir den am stärksten betroffenen Orten wie Lebensmittelgeschäften Priorität“. Es wurde behauptet, dass die Polizei „Müllarbeiter zwangsrekrutiert hat, um einige Stadtteile zu reinigen“.
Ab dem 19. März forderte Philippe Martinez von der CGT die Müllabfuhr von Paris auf, ihren mittlerweile zweiwöchigen Streik fortzusetzen.
Der Streik wurde am 29. März ausgesetzt, wegen des Rückgangs der Beteiligung, teilweise aufgrund von Repressalien durch die Pariser Polizei.

### Verhalten der Polizeibehörden (Verhaftungen und Gewaltbereitschaft)
Euronews berichtete, dass von den 292 Personen, die nach den Protesten am 16. März festgenommen wurden, nur neun tatsächlich wegen Straftaten angeklagt wurden. Darüber hinaus berichtete Euronews, dass viele, die zufällig vorbeikamen, in Gewahrsam genommen wurden, einige ohne „klaren Grund“, und dass nach den Protesten am 16. März zwei österreichische Kinder auf Klassenfahrt in Gewahrsam genommen wurden, die erst nach Einschreiten der österreichischen Botschaft freigelassen wurden.
Am 17. März wurden 60 Personen in Gewahrsam genommen, wobei 34 Fälle geschlossen wurden, 21 mit einem anderen Ergebnis (wie einer Verwarnung oder Mahnung), und nur fünf landeten vor Gericht. Coline Bouillon, eine Anwältin, die einige Demonstranten vertrat, sagte gegenüber Euronews, dass eine große Gruppe von Menschen, die an einer Konferenz teilgenommen hatte, „festgenommen“ wurde, wobei die Polizei die Verhaftungen damit rechtfertigte, dass sie sich „an einer Gruppe beteiligten, um Gewalt vorzubereiten“ oder „ihr Gesicht verbargen“. Sie wurden für ein bis zwei Tage in Gewahrsam genommen. Sie und eine Gruppe von Anwälten beabsichtigen, eine „kollektive Beschwerde gegen die Polizei wegen 'willkürlicher Inhaftierung' und 'Behinderung der Freiheit zu demonstrieren'“ einzureichen.
Solche „willkürlichen polizeilichen Inhaftierungen“ und „Massenverhaftungen“ wurden - angeblich gleichermaßen von Politikern, Richtern und Anwälten - benutzt, um die Protestbewegung zu frustrieren. Durch Präzedenzfälle wie bei den Gilets jaunes-Protesten wurde dies als „Unterdrückung der sozialen Bewegung“ wahrgenommen. Diese Ansicht wurde von der Gewerkschaft der Richter, dem Syndicat de la Magistrature, geteilt. Raphaël Kempf, ein französischer Anwalt für Justizunterdrückungsmethoden, kommentierte, dass die Regierung zum ersten Mal das „Strafrecht nutzte, um Demonstranten davon abzuhalten, zu demonstrieren und ihre Freiheit auszuüben“. Fabien Jobard, Forschungsdirektor des französischen Nationalen Wissenschaftlichen Forschungszentrums CNRS, sagte, dass in den letzten 15 Jahren eine „Judizialisierung der Polizeiarbeit“ stattgefunden habe, insbesondere mit Bezug auf ein Gesetz von 2010, das das Delikt der „Teilnahme an einer Gruppe mit dem Ziel, Gewalt oder Schäden zu verursachen“ schuf. Sein ursprünglicher Geltungsbereich zur Bekämpfung von „Bandengewalt“ und in Sportstätten wurde auf Proteste und Demonstrationen ausgeweitet.
Laut Le Monde äußern Kritiker Bedenken über die „gewaltsamen Konfrontationen und den systematischen Einsatz von Festnahmen“ bei Kundgebungen.
Am 20. März waren auf Fernsehbildern Polizisten zu sehen, die in mehreren Städten kurzzeitig Tränengas abfeuerten und auf Demonstranten losgingen, wobei einige Beamte auf Motorrädern durch die Menge drängten. Dies veranlasste Clément Voule, den Sonderberichterstatter der Vereinten Nationen für die Freiheit der Vereinigung, auf Twitter zu antworten, dass die Beamten vermeiden sollten, unverhältnismäßige Gewalt anzuwenden.
Am 21. März äußerte ein Sprecher des Innenministeriums, dass es „keine ungerechtfertigten Verhaftungen“ gebe und Personen wegen „Straftaten“ befragt werden und dass „48 Stunden [Polizeigewahrsam] zur Bearbeitung einer Straftat kurz“ seien. AFP wurde von einer hochrangigen Polizeiquelle mitgeteilt, dass keine Anweisungen zur Durchführung von Massenverhaftungen gegeben wurden. Ein anderer Beamter fügte hinzu, dass eine so hohen Anzahl von Verhaftungen riskant sei, da sie „die Demonstranten radikalisieren können“.
Außerdem berichtete The Guardian am 21. März, dass die „Polizeiaufsichtsbehörde Vorwürfe untersucht, wonach vier junge Frauen in Nantes bei Polizeikontrollen während einer Demonstration letzte Woche sexuell belästigt wurden“. Am 23. März kritisierte der britische Journalist Lewis Goodall, der die Demonstrationen in Paris verfolgte, dass die Polizei „ziemlich brutal“ vorgehe - und dass ein Mitglied seines Teams von der Polizei ins Visier genommen worden sei, obwohl sie angaben, sie seien Presse. Außerdem würden sie ihre Blendgranaten „mit Hingabe“ werfen. Während der Proteste am 23. März wurden dadurch in ganz Frankreich Hunderte von Beamten verletzt. Wie die BBC News berichtete, wurden auch Demonstranten durch Blendgranaten der Polizei verletzt und der Europarat erklärte daraufhin, dass es keine Rechtfertigung für „exzessive Gewalt“ durch Behörden gebe.

### Politische Folgen
Macrons Vorschlag, das Rentenalter von 62 auf 64 Jahre zu erhöhen, wurde mit der Reform von 2010 des ehemaligen Präsidenten Nicolas Sarkozy verglichen, die das Rentenalter von 60 auf 62 erhöhte und ebenfalls zu massiven Streiks und Protesten in ganz Frankreich führte. Eine Analyse der öffentlichen Meinungsumfragen zeigte, dass Sarkozys Reformbemühungen dazu beitrugen, Wähler sowohl zur Sozialistischen Partei als auch zur rechtsextremen Front National bei der Präsidentschaftswahl 2012 zu treiben.
Ein Autor eines Papiers in der akademischen Zeitschrift West European Politics twitterte einen Screenshot der Ergebnisse einer Studie, die zeigte, dass die Zustimmung der Exekutive historisch gesehen nach Misstrauensvoten gesunken ist und verknüpfte dies mit den Auswirkungen, die die Inanspruchnahme von Artikel 49:3 haben könnte. The Guardian berührte die politische Unzufriedenheit und verglich die Proteste mit denen der Gelbwesten, die „ursprünglich gegen die Erhöhung der Treibstoffsteuern waren, sich aber zu einem breiteren Mangel an Vertrauen in das politische System entwickelten“. Antoine Bristielle von der Denkfabrik Fondation Jean-Jaures meinte, dass die Inanspruchnahme von Artikel 49:3 als „Symbol der Brutalität“ wahrgenommen werden und „die Unterstützung sowohl für die Regierung als auch für demokratische Institutionen erodieren“ könnte.

### Lösungsansätze
Viele vermuteten, dass Macron nach dem Streit um die Rentenreform Premierministerin Borne entlassen könnte, um sein Image wiederherzustellen. Prominente Vertreter der Oppositionsparteien schlugen vor, ein Referendum abzuhalten und die Entscheidung zur Durchführung der Reform den Wählern zu überlassen.
Vor den Misstrauensvoten, die scheiterten und somit die Rentenreform in Kraft traten, skizzierte France 24 die Alternativen. Sie argumentierten, dass die Abstimmungen wahrscheinlich scheitern würden, selbst die von der Mitte-links Fraktion LIOT vorgelegte, die am ehesten transparteiliche Unterstützung finden würde - es sei denn, genug Mitglieder der Republikaner brächen Ränge und stimmten dafür (was nicht geschah). Die mögliche Folge, dass die Nationalversammlung aufgelöst und Neuwahlen ausgelöst würden (was Macron unabhängig von den Abstimmungen zur Verfügung steht), war auch unwahrscheinlich. Das Scheitern der Misstrauensvoten lässt den Versuch, ein Referendum abzuhalten, als eine andere Option offen, bekannt als ein référendum d'initiative partagée (ein gemeinsames Initiative-Referendum, oder RIP); es erfordert die Unterstützung von einem Fünftel sowohl der Nationalversammlung als auch des Senats sowie die Unterschriften eines Zehntels der Wähler, die innerhalb von neun Monaten gesammelt werden müssen. Es wurde jedoch darauf hingewiesen, dass die Auslösung eines „RIP“ „vor dem Inkrafttreten des Gesetzes“ erfolgen müsste. Laut Stéphane Peu, Abgeordneter der Kommunistischen Partei, hat NUPES jedoch seit dem 14. März, zwei Tage vor der Anrufung von Artikel 49.3, die Unterstützung der erforderlichen 185 Nationalversammlungsmitglieder; er sagte, sein Gesetzesentwurf werde eine Sprache enthalten, die besage, dass „das Rentenalter nicht über 62 Jahre hinausgehen darf“. Die Times schrieb am 19. März, dass der begonnene Prozess dazu führen würde, dass die Rentenreform erst nach dem Referendum eingeführt werden könne, „was Macrons Pläne durchkreuzen und einen Schatten auf die Arbeit der Regierung werfen würde“.
Es wurde auch angekündigt, dass Mitglieder von NUPES beim Verfassungsrat Berufung einlegen würden; ein Abgeordneter der LIOT-Gruppe sagte am 14. März, dass bei einer Abstimmung in der Nationalversammlung "mehrere Berufungen" eingereicht worden wären. France 24 sagte, dass NUPES "argumentieren würde, dass die Reform, die in den Sozialversicherungshaushalt eingefügt wurde, ein legislativer Reiter ist, da der Text sich nicht nur auf Finanzen bezieht", und dass "linke Abgeordnete beabsichtigen, sich auf die Meinung des französischen Conseil d’État (Staatsrats) zu stützen, der die Regierung vor einem Risiko gewarnt hatte, dass bestimmte Maßnahmen in ihrem Rentenreformplan sowie das Fehlen klarer Berechnungen verfassungswidrig seien.
Am 21. März erklärte Macron, dass er weder die Nationalversammlung auflösen noch ein demokratisches Referendum über die Reformen abhalten werde.

### Besuch des britischen Königs Charles III.
Am 3. März wurde bekannt gegeben, dass der neue britische Monarch King Charles III. und Queen Camilla zwischen dem 26. und 29. März Frankreich besuchen würden. In der Woche vor dem geplanten Besuch begannen jedoch viele Medienorganisationen zu berichten, dass der Besuch des Königs durch die anhaltenden Proteste gestört werden könnte.
Der Zeitpunkt der Reise wurde kritisiert. Der Autor einer Biografie der verstorbenen Queen Elizabeth II., Stephen Clarke, sagte, dass es „sehr schlechtes Timing“ sei und dass während die Menschen in Frankreich normalerweise einen britischen König „willkommen heißen würden“, aber „momentan die Protestierenden höchst sensibel auf jedes Anzeichen von Privileg und Wohlstand“ reagieren. Associated Press kommentierte, dass „was als Zeichen der Freundschaft und Kameradschaft gemeint war, … stattdessen … als unnötige Darstellung erblicher Privilegien angesehen wird“. Er fügte hinzu, dass die Pläne des Königs und der Königin, an einem „prunkvollen Abendessen im ehemaligen königlichen Palast, dem Schloss Versailles“, teilzunehmen, „nicht gut aussehen“, und „sehr nach 1789 aussieht“. Associated Press erklärte, dass das „prunkvolle Versailles, einst das glanzvolle Zentrum des königlichen Europas, ein mächtiges Symbol für soziale Ungleichheiten und Exzesse“ sei. The Daily Telegraph berichtete, dass das Bankett, das am 27. März stattfinden sollte, abgesagt oder verlegt werden könnte.
EELV-Abgeordnete Sandrine Rousseau forderte die Absage der Reise und fragte, ob „die Priorität wirklich darin besteht, Charles III. in Versailles zu empfangen? In der französischen Gesellschaft findet gerade etwas statt … Die Priorität besteht darin, mit der aufstrebenden Gesellschaft zu sprechen“.
Am 23. März berichtete Associated Press, dass die Mitglieder der Gewerkschaft CGT bei Mobilier National (der Behörde, die für die Bereitstellung von Flaggen, roten Teppichen und Möbeln für öffentliche Gebäude zuständig ist) „nicht bei der Vorbereitung eines Empfangs für den König bei seiner Ankunft in Paris helfen“ würden; als Reaktion darauf sagte der Élysée-Palast, dass nicht streikende Arbeiter die notwendigen Vorbereitungen für die Reise treffen würden. Am 23. März riefen Gewerkschaften zu ihrem zehnten landesweiten Aktionstag für den 28. März auf, der mit dem letzten vollen Tag des Staatsbesuchs zusammenfiel.
Am 24. März wurde der Staatsbesuch auf Bitten der französischen Regierung verschoben. Macron habe angeblich beschlossen, dass es nicht mehr machbar oder angemessen sei, den Besuch durchzuführen, nachdem die Gewerkschaften den zehnten Tag des nationalen Streiks am 28. März, während des Staatsbesuchs, angekündigt hatten. Éric Ciotti, der Vorsitzende von Les Republicaines, sagte, dass die Absage „Schande über unser Land“ bringe, während Mélenchon eine gegenteilige Stimmung hatte und sich „erfreut“ darüber zeigte, dass das „Treffen der Könige in Versailles“ abgesagt worden sei und dass die Engländer wüssten, dass Frankreichs Innenminister in Bezug auf Sicherheit „erbärmlich“ sei. Der Besuch wurde für den Sommer neu terminiert, „wenn sich die Dinge wieder beruhigt haben“.

## Internationale Reaktionen
Der Iran verurteilte, was es als Unterdrückung von Proteste in Frankreich bezeichnete. Der iranische Außenminister Hossein Amir-Abdollahian sagte: „Wir rufen die französische Regierung dazu auf, die Menschenrechte zu respektieren“ und fügte hinzu: „Anstatt in anderen Ländern Chaos zu schaffen, hören Sie auf die Stimme Ihres Volkes und vermeiden Sie Gewalt gegen sie.“
Die Französische Liga für Menschenrechte hat die Behörden beschuldigt, eine unverhältnismäßige und gefährliche Anwendung öffentlicher Gewalt zu betreiben, die das Recht der Bürger auf Protest untergräbt. Der Präsident der Liga sagte: „Die autoritäre Wende des französischen Staates, die Brutalisierung der sozialen Beziehungen durch seine Polizei, Gewalt aller Art und Straflosigkeit sind ein Skandal.“
Menschenrechtsgruppen und unabhängige Gremien, einschließlich der Nationalen Beratungskommission für Menschenrechte, haben die französische Polizei für den Einsatz übermäßiger Gewalt und für präventive Festnahmen kritisiert, die zu willkürlicher Freiheitsberaubung führen könnten. Der französische Défenseur des droits wies am 21. März darauf hin, dass „diese Praxis ein Risiko einer unverhältnismäßigen Anwendung von Haftmaßnahmen und der Förderung von Spannungen mit sich bringen kann“. Human Rights Watch sagte AFP, dass es sehr besorgt sei über „das, was nach Missbrauch von Polizeipraktiken aussieht“.
Nach Angaben von Reporter ohne Grenzen wurden während der Demonstrationen mehrere „klar identifizierbare“ Journalisten von Sicherheitskräften angegriffen.
Am 20. März warnte der UN-Sonderberichterstatter für Versammlungs- und Vereinigungsfreiheit die französischen Behörden davor, dass „friedliche Demonstrationen ein grundlegendes Recht sind, das die Behörden gewährleisten und schützen müssen. Die Strafverfolgungsbehörden müssen sie erleichtern und den übermäßigen Einsatz von Gewalt vermeiden“.
Der Europarat verurteilte das Vorgehen Frankreichs gegen Proteste und warnte davor, dass sporadische Gewalttaten den „übermäßigen Einsatz von Gewalt durch staatliche Akteure“ nicht rechtfertigen könnten.
John Kirby, Sprecher des Nationalen Sicherheitsrates der Vereinigten Staaten, erklärte auf die Frage nach der Situation in Frankreich: „Wir unterstützen das Recht der Menschen, zu protestieren und ihre Meinungen zu äußern“.
Dimitris Koutsoubas, Generalsekretär der Kommunistischen Partei Griechenlands, nahm am 23. März an einer Kundgebung in Paris teil. In einer Erklärung vom Place de la Bastille drückte er seine Solidarität mit dem „Kampf des französischen Volkes … gegen anti-arbeitsrechtliche Politik, gegen die antidemokratischen Entscheidungen“ aus, auf dass die Arbeitnehmer „endlich gewinnen“ und „den Weg ihrer eigenen Interessen und nicht der Interessen und Gewinne weniger ebnen“. Die Internationale wurde über Lautsprecher gespielt und die Eisenbahner und Gewerkschaftler sprachen ihn an und boten ihm ein Taschentuch der „Freunde der Pariser Kommune“ an.